# Seth Rollins
Colby Daniel López (Davenport, Iowa; 28 de mayo de 1986) es luchador profesional y actor estadounidense que trabaja para WWE, Actualmente es Campeón Mundial de Peso Pesado de la WWE en su segundo reinado. Compite en la marca Raw bajo el nombre de Seth Rollins. 
López es 8 veces campeón mundial al haber obtenido una vez el Campeonato Mundial de ROH, una vez el Campeonato Mundial Peso Pesado de FIP, dos veces el Campeonato Mundial Peso Pesado de WWE, dos veces el Campeonato Universal de WWE y dos veces el Campeonato Mundial Peso Pesado. Antes de firmar con WWE, López luchó como Tyler Black para Ring of Honor (ROH), donde también obtuvo dos veces los Campeonatos Mundiales en Parejas de ROH (con Jimmy Jacobs), así como fue el ganador del torneo Survival of the Fittest en 2009. También luchó para varias promociones independientes, incluido Full Impact Pro (FIP), así como Pro Wrestling Guerrilla (PWG), donde fue Campeón Mundial en Parejas de PWG una vez (también con Jacobs). 
Tras firmar con WWE en 2010 fue enviado al territorio de desarrollo Florida Championship Wrestling (FCW), donde fue el primer Gran Campeón de FCW. Después de que WWE cambiara el nombre de FCW a NXT Wrestling, se convirtió en el primer Campeón de NXT. Rollins debutó en el roster principal de WWE en Survivor Series de 2012 junto a Dean Ambrose y Roman Reigns como parte de un grupo llamado The Shield. Ganó su primer campeonato dentro del roster principal mientras estaba en el grupo, concretamente los Campeonatos en Parejas de WWE, junto a Reigns. Luego de la primera separación de The Shield en junio de 2014, Rollins se ha convertido en 2 veces Campeón Mundial Peso Pesado de WWE, 2 veces Campeón Universal de WWE, 2 veces Campeón Intercontinental de WWE, 2 veces Campeón de Estados Unidos de  WWE, 6 veces Campeón en Parejas de WWE/Raw 2 veces con Reigns y Ambrose, Jason Jordan, Braun Strowman y Buddy Murphy. Fue el ganador del Money in the Bank Ladder Match en la edición de 2014, la Superestrella del año 2015 y el ganador del Royal Rumble Match en 2019.
Al obtener su primer Campeonato de WWE (en ese entonces conocido como Campeonato Mundial Peso Pesado de WWE), se convirtió en el primer luchador de origen armenio en ganar el título. Además, luego de ganar su primer Campeonato Intercontinental, se convirtió en el 29.º Campeón de Tres Coronas y el 18º Grand Slam Champion. El 27 de enero de 2019, Rollins se convirtió en la primera superestrella de WWE en ganar el Royal Rumble con la entrada #10. Rollins ha encabezado numerosos eventos principales de eventos de pago por visión para WWE, incluyendo WrestleMania 31. La leyenda de WCW Sting, quien tuvo su última lucha ante Rollins el 20 de septiembre de 2015 en Night of Champions, lo definió como "el luchador profesional más dotado que haya visto y luchado en un ring de WWE". Fue el atleta de portada del videojuego WWE 2K18.
Entre 2020 y 2021 asumió el personaje de “Monday Night Messiah”, liderando Raw con túnica y séquito en feudos contra Rey y Dominik Mysterio, Aleister Black y AJ Styles. En WrestleMania 37 (abril 2021) conquistó el Campeonato de los Estados Unidos. Durante 2022-2023 disputó el Campeonato Mundial Peso Pesado (contra Brock Lesnar en SummerSlam) y sostuvo intercambios de cetro Intercontinental con GUNTHER, además de participar en WrestleMania 39 como retador por los Campeonatos en Parejas. En WrestleMania 40 (abril 2024) intervino para salvar a Cody Rhodes de The Rock y Roman Reigns, prometiéndole “ser su escudo”. En WrestleMania 41 (mayo 2025) Paul Heyman se unió a Rollins y lo presentó como el “salvador de la compañía”, junto a Bronson Reed y Bron Breakker. El 7 de junio ganó por segunda vez el maletín de Money in the Bank.

## Primeros años
Nació en Buffalo (Iowa). Es de ascendencia armenia, alemana e irlandesa. Su apellido "López" proviene de su padrastro México-americano, padre de su hermano Brandon, como se reveló en su especial de WWE 24. Colby se graduó de la secundaria Davenport West en 2004.
Su apellido artístico, "Rollins", es un homenaje al excantante de Black Flag Henry Rollins.

## Carrera

### Circuito independiente (2005-2009)
López debutó en 2005 con Scott County Wrestling (SCW). También trabajó para Independent Wrestling Association Mid-South (IWA) de Ian Rotten y participó en el Ted Petty Invitational Tournament, derrotando a Sal Thomaselli antes de ser eliminado por Matt Sydal en los cuartos de final en Hammond (Indiana) el 23 de septiembre de 2005. Más tarde ganó el campeonato de peso pesado de SCW y pintó con aerosol el cinturón negro del campeonato para marcar "The Black Era" en SCW.

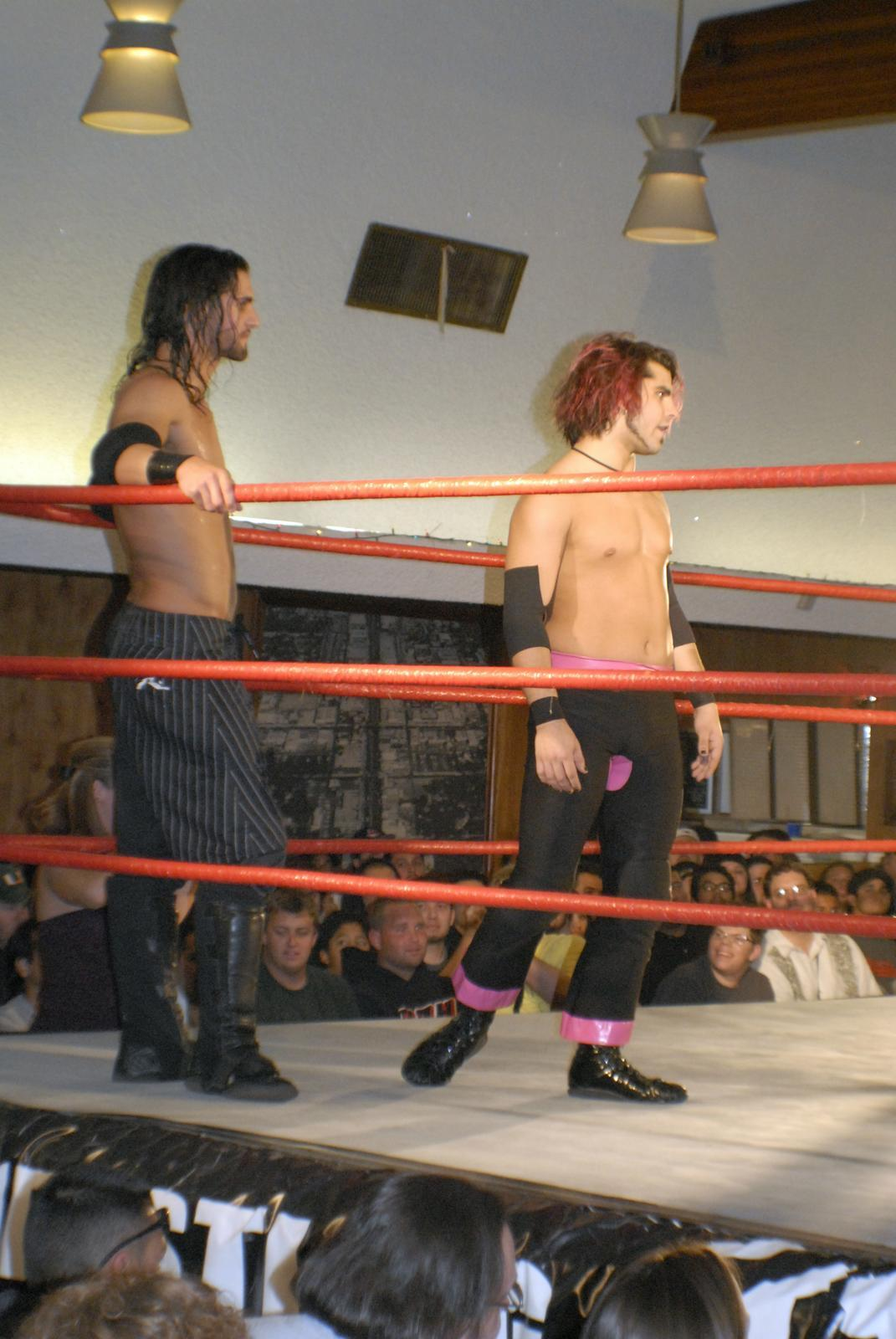
Black (izquierda) en el ring junto al líder de The Age of the Fall, Jimmy Jacobs, en un evento de Pro Wrestling Guerrilla.

Pronto se unió a NWA Midwest y ganó los campeonatos en parejas de la promoción con Marek Brave. Los dos defendieron con éxito los campeonatos en parejas de NWA Midwest contra Ryan Boz & Danny Daniels, Brett Wayne & Hype Gotti y Jayson Reign & Marco Cordova varias veces a principios de 2006. También se enfrentó a Eric Priest y A.J. Styles en luchas individuales.
Apareció brevemente en Total Nonstop Action Wrestling (TNA) y se asoció con Jeff Luxon en una derrota contra The Latin American Xchange (Homicide y Hernández) en Impact! en octubre de 2006.
El 25 de mayo de 2007, en una lucha con Full Impact Pro (FIP) contra los Campeones en Parejas The Briscoe Brothers (Jay & Mark Briscoe) en Melbourne, Florida, el compañero de equipo de Black, Marek Brave sufrió una lesión de espalda legítima que lo marginó por varias semanas antes de que finalmente lo hiciera retirarse (Brave finalmente regresó a la competencia en 2012). Durante este tiempo, Black siguió con su carrera individual compitiendo en Pro Wrestling Guerrilla (PWG), donde derrotó a Joey Ryan el 10 de junio y al exmentor Danny Daniels en Point of No Return el 16 de junio.
En el evento Life During Wartime de PWG el 6 de julio de 2008, Black se asoció con Jimmy Jacobs para ganar los Campeonatos Mundiales en Parejas de PWG al derrotar a Roderick Strong & El Genérico, quien fue el reemplazo de Jack Evans. En un evento de FIP el 20 de diciembre, Black derrotó a Go Shiozaki para ganar el Campeonato Mundial Peso Pesado de FIP. En un evento de FIP el 2 de mayo de 2009, Davey Richards fue galardonado con el Campeonato Mundial Peso Pesado de FIP por abandono cuando Black no pudo competir.

### Ring of Honor

#### The Age of the Fall (2007–2009)
En el evento de pago por visión Man Up de Ring of Honor (ROH) en septiembre de 2007, Black hizo su debut, junto a Jimmy Jacobs y Necro Butcher, con los tres atacando a The Briscoe Brothers, colgando a Jay Briscoe de la jarcia que había sido utilizada durante el Ladder Match de esa noche. Jacobs anunció que los tres habían formado un grupo llamado The Age of the Fall. El ángulo era tan controvertido que ROH decidió eliminar las imágenes del pago por visión que se estaba filmando en el evento.
Sin embargo, la grabación fue muy solicitada por los fanáticos de ROH, por lo que se mostró en el Videowire de ROH para la semana del 15 de septiembre. Más tarde, en el evento, Black se enfrentó a Jack Evans en un Dark Match, el cual terminó cuando Jacobs y Necro Butcher interfirieron liderando a The Irish Airborne para ayudar a Evans. Un Six-Man Tag Team Match entre The Age of the Fall y Jack Evans & The Irish Airborne terminó sin resultado cuando Necro Butcher atacó al árbitro.
Junto con Jimmy Jacobs y Necro Butcher, Black luchó contra The Vulture Squad (Jack Evans & Ruckus) en varios Handicap Match a principios de octubre, luego Black se asoció con The Age of the Fall para enfrentar a Jack Evans, Ruckus & Jigsaw en un Six-Man Tag Team Match el mes siguiente en Glory by Honor VI: Night One el 1 de noviembre. La noche siguiente, Black derrotó a Alex "Sugarfoot" Payne, pero fue atacado por The Briscoe Brothers después del combate. Apareció con The Age of the Fall en su lucha contra The Briscoe Brothers durante el evento principal. En Final Battle 2007, Black & Jacobs derrotaron a The Briscoe Brothers para ganar los Campeonatos Mundiales en Parejas de ROH.

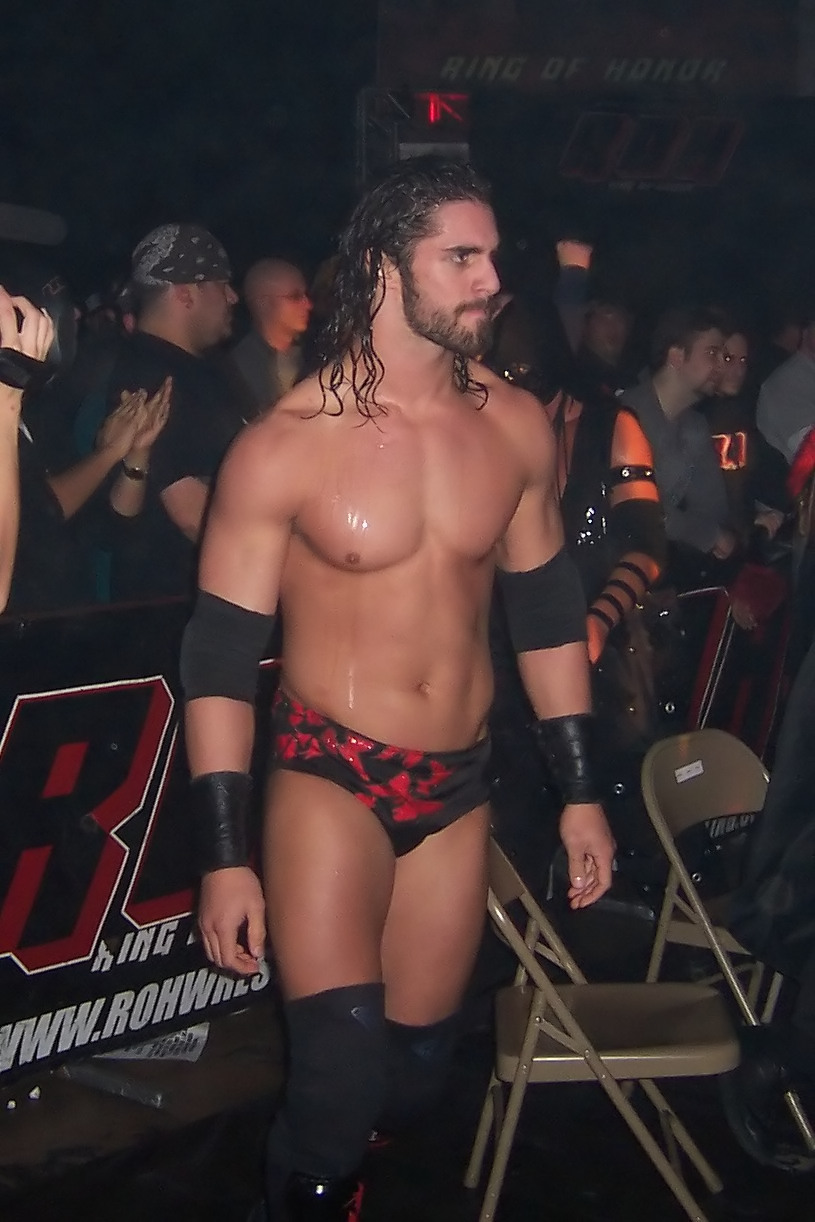
Black en diciembre de 2008.

Perdieron los campeonatos un mes después, el 26 de enero, contra No Remorse Corps (Davey Richards & Rocky Romero) cuando competían en un Ultimate Endurance Match que también incluía a The Hangmen 3 (Brent Albright & BJ Whitmer) y al equipo de Austin Aries & Bryan Danielson.
En Take No Prisoners, el sexto evento de pago por visión de ROH, Black desafió a Nigel McGuinness a una lucha por el Campeonato Mundial de ROH, pero fue derrotado. En Up For Grabs, Black y Jacobs ganaron un torneo de ocho equipos para ganar los Campeonatos Mundiales en Parejas de ROH por segunda vez. Los dos perdieron los campeonatos en Driven ante el equipo de Kevin Steen & El Genérico. Black tuvo una segunda oportunidad por el campeonato mundial de ROH en Death Before Dishonor VI en la ciudad de Nueva York, cuando se enfrentó a McGuinness, Danielson y Claudio Castagnoli en un Fatal 4-Way Elimination Match, pero McGuinness retuvo el título.
En Final Battle 2008, después de que Black perdiera una lucha contra Austin Aries para determinar al contendiente #1 por el Campeonato Mundial de ROH, Jacobs lo traicionó y fue atacado por Aries.
En Full Circle, Black recibió un combate no titular contra el entonces Campeón Mundial de ROH, Nigel McGuinness, el 16 de enero, y derrotó a McGuinness. La noche siguiente, el contendiente #1, Aries, se rehusó a enfrentar a McGuinness, por lo que Black se enfrentó a McGuinness, pero no tuvo éxito ya que la lucha terminó en un empate por tiempo límite. El 26 de junio en Violent Tendencies, Black derrotó a Jimmy Jacobs en un Steel Cage Match para ponerle fin al feudo.

#### Campeón Mundial de ROH World Champion (2009–2010)
En septiembre de 2009, Black se sometió a cirugía en un disco abultado en el cuello. El 10 de octubre, Black derrotó a Kenny King en una lucha de primera ronda y luego a Claudio Castagnoli, Colt Cabana, Delirious, Chris Hero y Roderick Strong en la final para ganar el torneo Survival of the Fittest 2009, que le valió un combate por el Campeonato Mundial de ROH. El 19 de diciembre en Final Battle 2009, el primer evento de pago por visión de ROH, Black luchó contra el campeón Mundial de ROH Austin Aries con un límite de tiempo de 60 minutos. Debido a este sorteo, el comisionado de ROH Jim Cornette pactó una lucha de revancha para el 13 de febrero de 2010 en el Eighth Anniversary Show de la compañía. Para el combate, Cornette montó un panel de jueces consigo mismo y una persona escogida por cada competidor, para que haya un ganador decisivo en caso de otro sorteo. Aries eligió a Kenny King, mientras que Black eligió a Roderick Strong, a quien le garantizó una oportunidad por el título en caso de que ganara. En el evento, Black derrotó a Aries para ganar el Campeonato Mundial de ROH.
El 3 de abril, Black retuvo el título en un Triple Threat Elimination Match contra Austin Aries y Roderick Strong en el evento de pago por visión The Big Bang!, lo que priva a Strong de su oportunidad de campeonato en una lucha individual. También retuvo el título el 19 de junio en el siguiente evento de pago por visión, Death Before Dishonor VIII, en un combate contra Davey Richards. Black se convirtió en heel en las grabaciones del 20 de agosto de Ring of Honor Wrestling cuando se supo que había firmado un contrato de desarrollo con World Wrestling Entertainment (WWE). Su nuevo personaje heel lo involucró criticando a los fanáticos que lo etiquetaban como un vendido por firmar con WWE, un sentimiento que López ha declarado basado en verdaderos sentimientos. También amenazó con llevarse el Campeonato Mundial de ROH con él a WWE y se negó a poner el campeonato en juego en una lucha contra Davey Richards el 28 de agosto, la cual luego perdió por rendición. El 11 de septiembre en Glory By Honor IX, en lo que habría sido su última aparición en ROH, Black perdió el Campeonato Mundial de ROH ante Roderick Strong en un No Disqualification Match con Terry Funk como ejecutor invitado, terminando su reinado 210 días después de siete exitosas defensas del título.

### World Wrestling Entertainment / WWE

#### Territorios de desarrollo (2010-2012)
El 8 de agosto, López firmó un contrato de desarrollo con WWE y fue asignado a su territorio de desarrollo Florida Championship Wrestling (FCW) en septiembre. A López le ofrecieron contratos de TNA y ROH, pero Evan Bourne lo convenció de unirse a WWE. El 14 de septiembre, López (como Tyler Black) hizo su debut en WWE en un Dark Match antes de las grabaciones de SmackDown derrotando a Trent Barreta.
López debutó en FCW el 30 de septiembre como Seth Rollins, obteniendo una derrota ante Michael McGillicutty. Rollins se enfrentó a Hunico el 4 de noviembre en el primer combate de FCW 15 en un 15-minutes Iron Man Match, en donde terminaron con un marcador empatado a 1-1. Después de esto, Rollins, junto con Hunico, Richie Steamboat y Jinder Mahal, participaron en el torneo FCW 15 Jack Brisco Classic. El 13 de enero de 2011, Rollins derrotó a Hunico en la final para ganar el torneo y se convirtió en el inaugural Campeón de FCW 15.
El 25 de marzo en un evento en vivo, Rollins & Richie Steamboat derrotaron a Damien Sandow & Titus O'Neil para ganar los Campeonatos en Parejas de Florida de FCW. Finalmente, Rollins & Steamboat perdieron los campeonatos ante Big E Langston & Calvin Raines.
En julio de 2011, Rollins comenzó una rivalidad con Dean Ambrose. Ambrose y Rollins tuvieron su primer combate por el Campeonato de FCW 15 en un 15-Minutes Iron Man Match en el episodio del 14 de agosto de FCW, el cual terminó en empate sin que ninguno de los dos marcara una caída y, como resultado, Rollins retuvo el título. Una posterior revancha tipo 20-Minutes Iron Man Match por el título dos semanas más tarde resultó en un empate similar de 0-0. Una segunda revancha tipo 30-Minutes Iron Man Match por el título en el episodio del 18 de septiembre de FCW terminó por límite de tiempo y con un marcador de 2-2 y el combate fue enviado a las reglas de muerte súbita, en donde Rollins anotó una victoria para ganar el combate con el marcador a 3-2. El 22 de septiembre, Rollins perdió el Campeonato de FCW 15 ante Damien Sandow por descalificación después de que Ambrose atacara a Sandow al final de la lucha.
Rollins hizo un cameo en un video que se emitió durante el evento Elimination Chamber en febrero de 2012, en donde se encontraba trabajando con John Cena en el gimnasio de Cena, además de aparecer en un papel de orador. El 23 de febrero, Rollins derrotó a Leo Kruger para convertirse en el nuevo Campeón Peso Pesado de Florida de FCW.
Cuando la WWE cambió el nombre de FCW a NXT, el debut en NXT de Rollins tuvo lugar en el segundo episodio de NXT en Full Sail University el 27 de junio, en donde derrotó a Jiro. Rollins ingresó al torneo Gold Rush para coronar al inaugural Campeón de NXT, en donde derrotó a Jinder Mahal en la final el 29 de agosto en NXT para ganar el campeonato. Antes de eso, Rollins derrotó a Drew McIntyre en los cuartos de final y a Michael McGillicutty en las semifinales. En el episodio del 10 de octubre de NXT, Rollins tuvo su primera defensa exitosa del título después de vencer a McGillicutty. Durante las grabaciones del 15 de noviembre de NXT, Rollins derrotó a Mahal nuevamente en su segunda defensa exitosa del título; el episodio del combate se emitió el 12 de diciembre debido al retraso de la cinta.
En el episodio del 2 de enero de 2013 de NXT, Rollins defendió con éxito el Campeonato de NXT contra Corey Graves, antes de perderlo la semana siguiente en NXT ante Langston en un No Disqualification Match. Después de perder el título, Rollins continuó su feudo con Graves y lo atacó durante su lucha contra Conor O'Brian para determinar al contendiente #1 por el Campeonato de NXT. Luego de eso, Rollins aceptó el desafío de Graves y lo derrotó en un Lumberjack Match para terminar el feudo.

#### The Shield (2012-2014)

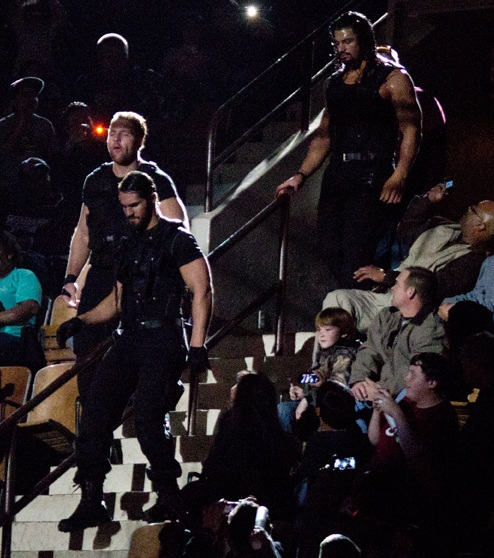
The Shield haciendo su entrada por las escaleras de la arena.

Rollins hizo su debut en el roster principal en Survivor Series como heel junto a Dean Ambrose y Roman Reigns, atacando a Ryback durante el evento principal por el Campeonato de WWE, permitiéndole a CM Punk cubrir a John Cena para retener el título. El trío se autodenominó The Shield, juró reunirse contra la "injusticia" y negaría trabajar para Punk, pero rutinariamente surgían de la multitud para atacar a los adversarios de Punk. Esto llevó a la creación de un Tables, Ladders and Chairs Match para el evento de pago por visión TLC: Tables, Ladders & Chairs, en donde Ambrose, Rollins & Reigns derrotaron a Team Hell No (Daniel Bryan & Kane) & Ryback en su combate de debut. The Shield continuó ayudando a Punk después de TLC, atacando tanto a Ryback como a The Rock en enero de 2013. El episodio del 28 de enero de Raw, reveló que Punk y su mánager Paul Heyman habían estado pagándole a The Shield y Brad Maddox para trabajar para ellos todo el tiempo.
Luego de eso, The Shield silenciosamente terminó su asociación con Punk mientras comenzaba un feudo con John Cena, Ryback y Sheamus que condujo a un Six-Man Tag Team Match el 17 de febrero en Elimination Chamber, el cual ganó The Shield. The Shield tuvo su primer combate en Raw la noche siguiente, donde derrotaron a Ryback, Sheamus & Chris Jericho. Luego de eso, Sheamus formó una alianza con Randy Orton y Big Show para enfrentarse a The Shield en WrestleMania 29, en donde The Shield salió victorioso en su primer combate de WrestleMania. La noche siguiente en Raw, The Shield intentó atacar The Undertaker, pero fue detenido por Team Hell No. Esto estableció un Six-Man Tag Team Match en el episodio del 22 de abril de Raw, el cual ganó The Shield. En el episodio del 13 de mayo de Raw, la racha invicta de The Shield en combates televisados terminó con una derrota por descalificación en un Six-Man Tag Team Match ante John Cena, Kane y Daniel Bryan.

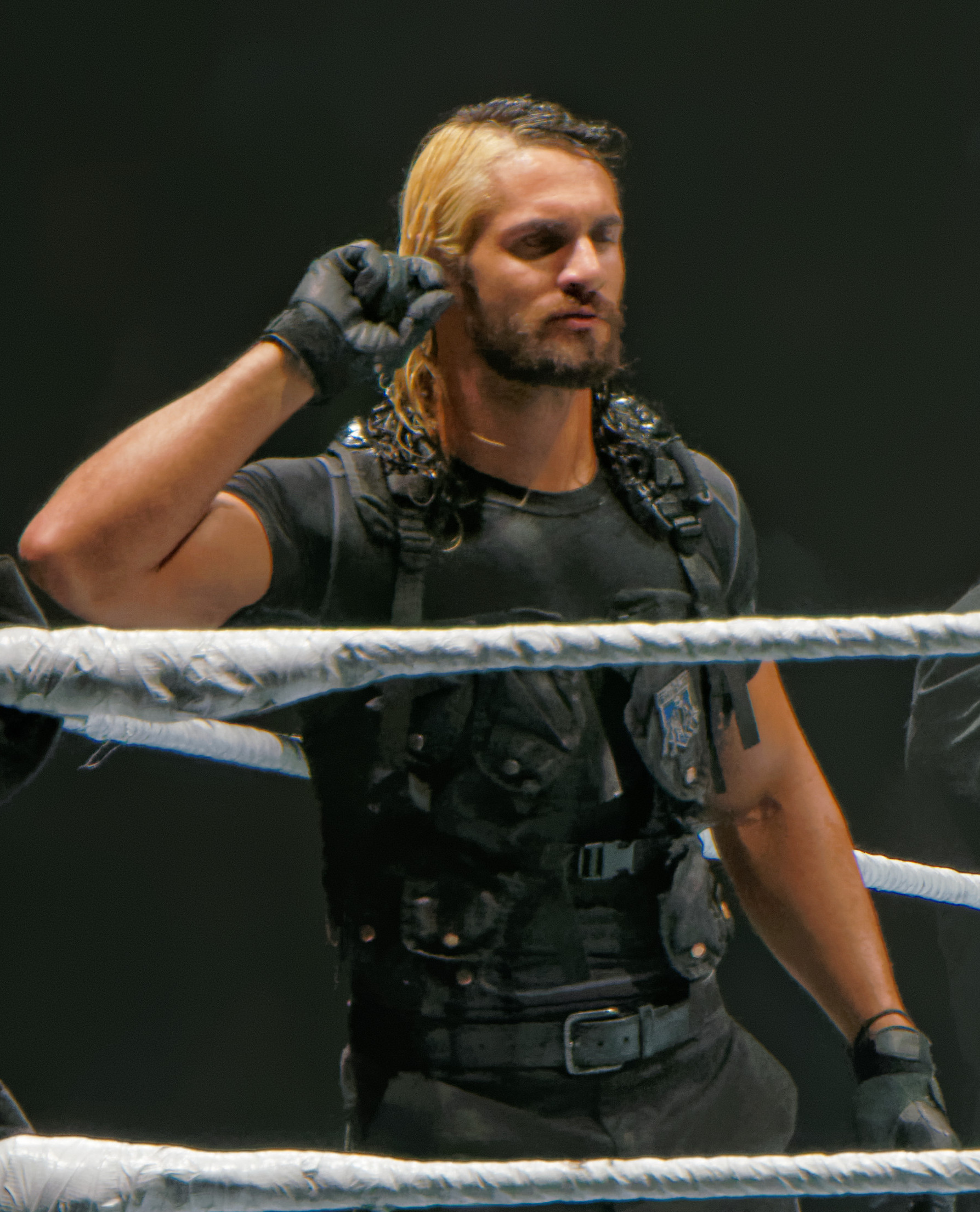
Rollins en un evento en vivo de WWE en noviembre de 2013.

El 19 de mayo en Extreme Rules, Rollins & Reigns derrotaron a Team Hell No en un Tornado Tag Team Match para ganar los Campeonatos en Parejas de WWE. Rollins y Reigns hicieron su primera defensa de los títulos televisada en el episodio del 27 de mayo de Raw al derrotar al Team Hell No en una revancha. En el episodio del 14 de junio de SmackDown, la racha "no cuentas de tres/no rendiciones" de The Shield terminó a manos de Team Hell No & Randy Orton, después de que Bryan cubriera a Rollins. Bryan & Orton se enfrentaron a Rollins & Reigns en una lucha por los Campeonatos en Parejas de WWE el 16 de junio en Payback, pero Rollins y Reigns retuvieron con éxito los campeonatos. Más defensas exitosas de los títulos siguieron contra The Usos el 14 de julio durante el pre-show de Money in the Bank y The Prime Time Players (Darren Young & Titus O'Neil) el 15 de septiembre en Night of Champions.
En agosto, The Shield comenzó a trabajar para el jefe de operaciones Triple H y The Authority. El 6 de octubre en Battleground, unos anteriormente despedidos (kayfabe) Cody Rhodes y Goldust se ganaron sus trabajos al vencer a Rollins & Reigns en un combate no titular. En el episodio del 14 de octubre de Raw, Rollins & Reigns perdieron los Campeonatos en Parejas de WWE ante Cody Rhodes & Goldust en un No Disqualification Match luego de la interferencia de Big Show. El 27 de octubre en Hell in a Cell, Rollins & Reigns no pudieron recuperar los campeonatos en un Triple Threat Tag Team Match que también incluyó a The Usos. El 24 de noviembre en Survivor Series, The Shield se asoció con The Real Americans (Jack Swagger & Antonio Cesaro) para enfrentar a Cody Rhodes, Goldust, The Usos & Rey Mysterio en un 5-on-5 Traditional Survivor Series Match, en donde Rollins fue eliminado, a pesar de lo cual su equipo se llevó la victoria gracias al único sobreviviente, Roman Reigns. Luego, la tensión se sembró en The Shield mientras que su reciente falta de éxito continuó con una derrota ante CM Punk en un 3-on-1 Handicap Match el 15 de diciembre en TLC: Tables, Ladders & Chairs.

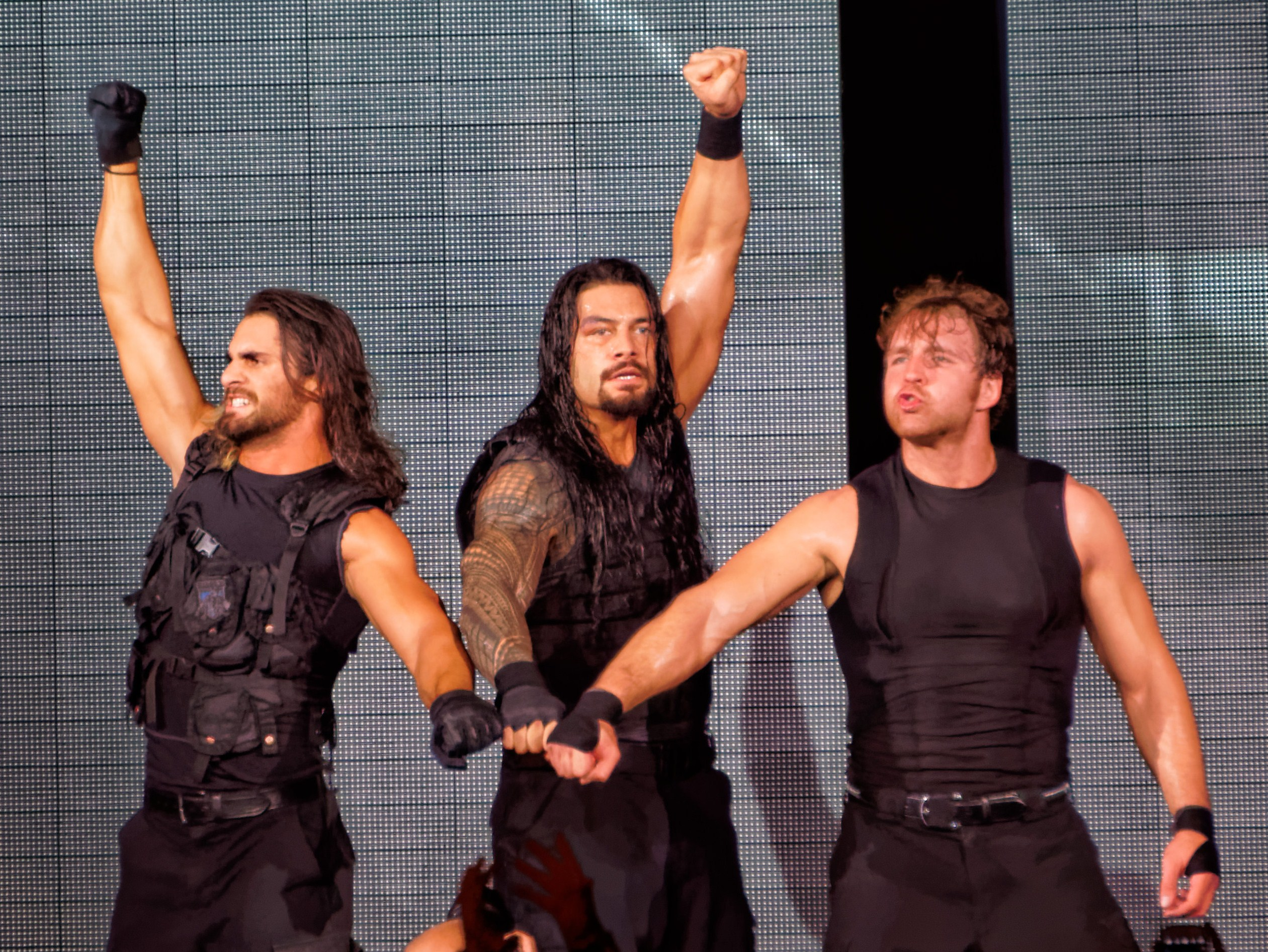
The Shield haciendo su pose característica en mayo de 2014.

El 26 de enero de 2014 en Royal Rumble, Rollins entró en el Royal Rumble combate con el #2, tuvo tres eliminaciones y pasó a ser el luchador que más tiempo estuvo en el combate con 48 minutos antes de ser eliminado por su compañero Reigns. La noche siguiente en Raw, The Shield compitió en un Six-Man Tag Team Match contra Daniel Bryan, Sheamus & John Cena con los tres miembros del equipo ganador obteniendo una oportunidad de participar en un Elimination Chamber combate por el Campeonato Mundial Peso Pesado de WWE, pero The Shield perdió por descalificación luego de que The Wyatt Family interfiriera y atacara a Cena, Bryan y Sheamus. The Shield quería venganza y se organizó un Six-Man Tag Team Match para The Shield contra The Wyatt Family el 23 de febrero en el evento de pago por visión Elimination Chamber, en el que The Shield fue derrotado. En el episodio del 3 de marzo de Raw, The Shield perdió una lucha de revancha contra The Wyatt Family cuando el pobre trabajo en equipo de The Shield llevó a Rollins a retirarse durante el combate, con Rollins afirmando que tenía bastante de ser el que mantenía al grupo unido. En el episodio del 7 de marzo de SmackDown, Rollins declaró que The Shield se reconcilió a pesar de la tensión de larga duración después de expresar sus frustraciones el uno al otro.
Más tarde en marzo, The Shield comenzó un feudo con Kane que convirtió a todos los miembros de The Shield en faces en el proceso. El 6 de abril en WrestleMania XXX, The Shield derrotó a Kane & The New Age Outlaws (Billy Gunn & Road Dogg), ganando así su segundo combate de WrestleMania como grupo. Luego de eso, The Shield entró en un feudo con Triple H, el jefe de operaciones de WWE y líder de The Authority, quien reformó Evolution con Batista y Randy Orton para enfrentarse a The Shield. The Shield derrotó a Evolution en los próximos dos eventos de pago por visión, Extreme Rules y Payback, en lo que resultaron ser sus últimos combates como facción tanto para Evolution como para The Shield.

#### Campeón Mundial Peso Pesado de WWE (2014–2016)
En el episodio del 2 de junio de Raw, después de que Batista dejara Evolution y WWE, Triple H reveló su «Plan B», el cual resultó ser Rollins atacando Ambrose y Reigns para reincorporarse con The Authority, volviéndose heel. Luego de eso, Rollins explicó sus acciones al afirmar que The Shield no sería un éxito sin él, y que Ambrose y Reigns no eran sus hermanos, como decían, sino socios comerciales que lo ayudaron a ascender en WWE. En el episodio del 17 de junio de Main Event, Rollins, actuando en nombre de The Authority, anunció su participación en el Money in the Bank Ladder Match por un contrato para una lucha por el Campeonato Mundial Peso Pesado de WWE en Money in the Bank, el cual ganó después de que Kane interfiriera, atacara a Ambrose y mantuviera la escalera en su lugar para que Rollins ascendiera. Rollins derrotó a Ambrose dos veces, la primera el 20 de julio en Battleground por abandono (después de que Triple H cancelara la lucha luego de que Ambrose atacara a Rollins antes del combate) y la segunda el 17 de agosto en SummerSlam en un Lumberjack Match después de golpearlo con el maletín de Money in the Bank. La noche siguiente en Raw, Rollins derrotó nuevamente a Ambrose en un Falls Count Anywhere Match por decisión arbitraria después de que Kane interfiriera y ayudara a Rollins a ejecutar un Curb Stomp en Ambrose a través de bloques de cemento.

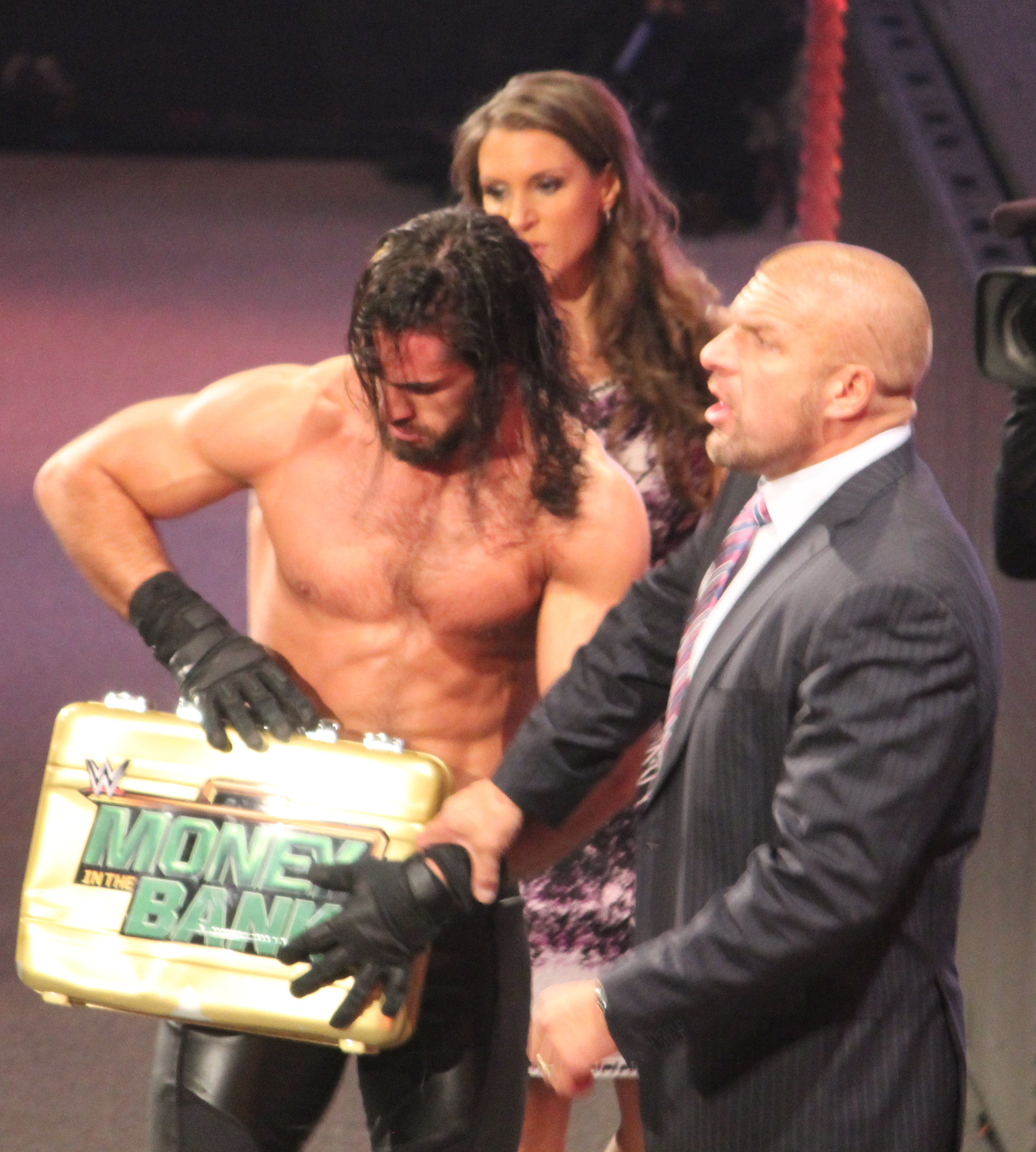
Rollins (sosteniendo el maletín Money in the Bank) junto con Stephanie McMahon y Triple H después de haber sido atacado por Dean Ambrose en Night of Champions.

En septiembre, se estableció un combate entre Rollins y Roman Reigns para Night of Champions, pero seis días antes del evento, Reigns venció limpiamente a Rollins en una lucha individual en Raw. Sin embargo, Reigns desarrolló una hernia legítima que requirió cirugía uno o dos días antes de Night of Champions y, por lo tanto, Rollins fue declarado ganador por abandono, pero luego de eso fue atacado por Ambrose, quien hacía su regreso. En el episodio del 29 de septiembre de Raw, Jamie Noble y Joey Mercury se asociaron con The Authority y comenzaron a actuar como guardaespaldas de Rollins. El 26 de octubre en Hell in a Cell, Rollins derrotó a Ambrose en el evento principal en un Hell in a Cell Match después de que Bray Wyatt interviniera y atacara a Ambrose. El 23 de noviembre en Survivor Series, Rollins capitaneó al Team Authority en un 5-on-5 Traditional Survivor Series Match contra el Team Cena, en el que Rollins fue el único sobreviviente y fue eliminado por Dolph Ziggler. Rollins continuó su feudo con Cena, lo que los llevó a un Tables Match ganado por Cena el 14 de diciembre en TLC: Tables, Ladders & Chairs.
El 25 de enero de 2015 en Royal Rumble, Rollins compitió por el Campeonato Mundial Peso Pesado de WWE en un Triple Threat Match contra Cena y Brock Lesnar, el cual Lesnar ganó. En febrero, Rollins comenzó un feudo de guerra de palabras con el presentador de The Daily Show, Jon Stewart, alegando que podía ser mejor presentador del programa que Stewart. Rollins fue atacado por Randy Orton (quien hizo su regreso) después de un combate el 22 de febrero en Fastlane, lo que los llevó a una lucha entre los dos el 29 de marzo en WrestleMania 31, en donde Rollins fue derrotado. Más tarde esa noche, Rollins cobró su contrato de Money in the Bank durante la lucha titular de Lesnar y Reigns, convirtiéndola en un Triple Threat Match, el cual Rollins ganó tras cubrir a Reigns para ganar el Campeonato Mundial Peso Pesado de WWE por primera vez en su carrera acción que es conocida como el «Robo del siglo» en la lucha libre profesional  . Esto hizo que Rollins fuera el primer hombre en cobrar un contrato de Money in the Bank en WrestleMania y durante un combate por el título. Rollins continuó su feudo con Orton después de WrestleMania 31, lo que los condujo a un Steel Cage Match con el RKO de Orton prohibido y Kane como portero de la jaula el 26 de abril en Extreme Rules, en donde Rollins retuvo el campeonato escapándose de la jaula, después de que Kane los atacara a ambos y Rollins le aplicara un RKO a Orton. En mayo, la tensión entre Rollins y Kane aumentó después de que este último anunciara que Rollins defendería el título contra Orton y Reigns en Payback. Cuando Ambrose derrotó a Rollins en una lucha no titular en el episodio del 5 de mayo de Raw, se sumó al combate, lo que lo convirtió en un Fatal 4-Way Match que vio a Kane al lado de Rollins y a él ganando el combate después de aplicarle un Pedigree (movimiento final de Triple H) a Orton. Luego de eso, Rollins retuvo el campeonato ante Ambrose el 31 de mayo en Elimination Chamber después de que Rollins fuera descalificado por empujar al árbitro y el 14 de junio a Money in the Bank en un Ladder Match.
El 19 de julio en Battleground, Rollins retuvo el campeonato por descalificación contra Lesnar después de que The Undertaker atacara a Lesnar. Luego de eso, Rollins volvió a iniciar su feudo con John Cena y lo derrotó en un Winner Takes All Match el 23 de agosto en SummerSlam para retener el Campeonato Mundial Peso Pesado de WWE y ganar el Campeonato de los Estados Unidos luego de que Jon Stewart atacara a Cena. Con la victoria, Rollins se convirtió en el primer y único luchador en mantener ambos campeonatos simultáneamente hasta que perdió el Campeonato de los Estados Unidos ante Cena el 20 de septiembre en Night of Champions, pero pudo retener el Campeonato Mundial Peso Pesado de WWE en un final limpio contra Sting. El 25 de octubre en Hell in a Cell, Rollins defendió con éxito el campeonato contra "Demon" Kane y como estipulación previa a la lucha "Corporate" Kane fue despedido como Director de Operaciones.
El 4 de noviembre, durante una lucha contra Kane en un evento en vivo de WWE en Dublín, Irlanda, Rollins se rompió el ligamento cruzado anterior, ligamento colateral tibial, y el menisco medial en la rodilla mientras intentaba ejecutar un powerbomb con efecto de La Salida del Sol desde la tercera cuerda sobre uno de los esquineros del cuadrilátero. La lesión requirió cirugía y se estimó que dejaría a Rollins fuera de acción aproximadamente de seis a nueve meses, por lo que se vio obligado a dejar vacante el Campeonato Mundial Peso Pesado de WWE al día siguiente, poniendo fin a su reinado en 221 días, aunque la WWE reconoce que su reinado duró 220 días y terminó el día en que se lesionó. En el episodio del 21 de diciembre de Raw, Rollins (con muletas) hizo una aparición especial para aceptar el Slammy Award a la superestrella del año 2015 y durante su discurso de aceptación afirmó que se re-diseñaría y se reconstruiría a sí mismo, además de recuperar el Campeonato Mundial Peso Pesado de WWE que nunca perdió.
En Extreme Rules, Rollins regresó de su lesión atacando a Roman Reigns con un Pedigree después de su defensa del Campeonato Mundial Peso Pesado de WWE contra AJ Styles. La noche siguiente en Raw, Rollins se dirigió a los fanáticos y dijo que no necesitaba a nadie de su lado, con Shane McMahon anunciando una lucha entre Reigns y Rollins por el título en Money in the Bank. Mientras tanto, los críticos se preguntaban si WWE estaba "dejando dinero en la mesa" al no colocar a Rollins como face y a Reigns como heel, ya que esto era lo contrario a lo que los fanáticos querían (los fanáticos animaban a Rollins y abucheaban a Reigns). El 19 de junio en Money in the Bank, Rollins derrotó a Reigns para ganar su segundo Campeonato Mundial Peso Pesado de WWE, lo que también le dio a Reigns su primera derrota limpia en luchas individuales en el elenco principal, solo para perder el campeonato minutos después ante Dean Ambrose, quien ganó el maletín de Money in the Bank Ladder Match esa misma noche, hizo efectivo su contrato y derrotó inmediatamente a Rollins para ganar el título. En julio, Rollins no pudo recuperar el renombrado Campeonato de WWE en luchas contra Ambrose en los episodios de Raw y SmackDown antes de Battleground. El 19 de julio en SmackDown, Rollins fue la primera selección de Raw para ser mandado a la marca, debido al Draft y a la nueva separación de marcas. El 24 de julio en Battleground, Rollins fue derrotado en un Triple Threat Match contra Ambrose y Reigns por el recientemente rebautizado Campeonato Mundial de WWE, el cual se convirtió en un campeonato exclusivo de SmackDown. Debido a esto, el Campeonato Universal de WWE fue presentado la noche siguiente en Raw y Rollins fue programado para el combate por el título inaugural contra Finn Bálor, quien ganó dos luchas clasificatorias esa misma noche en Raw para enfrentar a Rollins por el título el 21 de agosto en SummerSlam, en donde Rollins no logró ganar.

#### Reunión con The Shield (2016-2017)

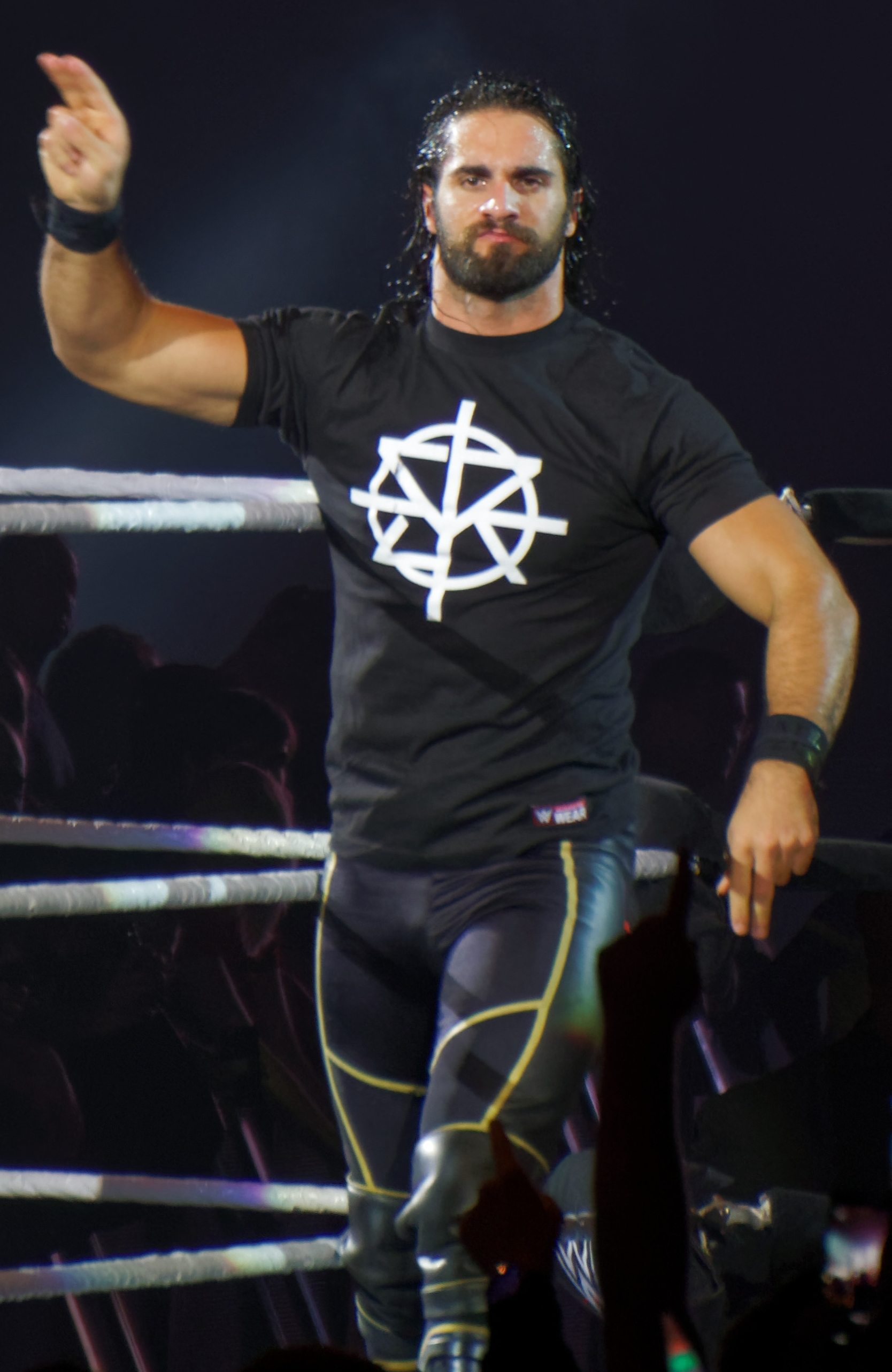
Rollins en septiembre de 2016.

Después de que Bálor haya sido forzado a dejar el título vacante en el episodio del 22 de agosto de Raw debido a una lesión de hombro legítima sufrida en la lucha de SummerSlam, Rollins derrotó a Sami Zayn para calificar en un Fatal 4-Way Match para determinar al nuevo Campeón Universal de WWE. En el episodio del 29 de agosto de Raw, Rollins se enfrentó a Roman Reigns, Big Cass y Kevin Owens en un Fatal 4-Way Elimination Match por el título, en el que un Triple H que hacía su regreso ayudó a Rollins a eliminar a Reigns, pero luego traicionó a Rollins aplicándole un Pedigree, lo que le permitió a Owens ganar el título y convertir a Rollins en face en el proceso por primera vez desde junio del 2014. En el episodio del 5 de septiembre de Raw, Rollins interrumpió la celebración de Owens al confrontar a Stephanie McMahon, quien negó tener conocimiento del ataque de su esposo, mientras que Owens comenzó a insultar a Rollins, lo que causó que Rollins lo atacara. McMahon suspendió inicialmente a Rollins por el ataque, pero Mick Foley invalidó la suspensión y le concedió una revancha contra Owens por el Campeonato Universal de WWE en Clash of Champions, la cual perdió luego de la interferencia de Chris Jericho. Rollins también sufrió una lesión en las costillas legítima. El 30 de octubre en Hell in a Cell, Rollins no logró capturar el Campeonato Universal de WWE en un Hell in a Cell Match después de que Jericho pudiera ingresar a la celda y ayudar a Owens. Rollins se asoció con Jericho, Owens, Reigns y Braun Strowman como parte del Team Raw el 20 de noviembre en Survivor Series, pero fueron derrotados por el Team SmackDown. La noche siguiente en Raw, nuevamente Rollins no logró ganar el Campeonato Universal de WWE de Owens en un No Disqualification Match debido a otra interferencia de Jericho. La semana siguiente en Raw, Rollins atacó a Jericho en el área de estacionamiento mientras Jericho intentaba abandonar la arena. El 4 de diciembre en Roadblock: End of the Line, Rollins derrotó a Jericho.
El 9 de enero de 2017 en la plataforma Twitter, Rollins anunció su participación en el Royal Rumble Match en el evento Royal Rumble, pero en el episodio del 23 de enero de Raw, fue derrotado por Sami Zayn después de una distracción por la música de Triple H y por lo tanto fue reemplazado por Zayn en el combate. El 28 de enero, Rollins apareció en NXT TakeOver: San Antonio, interrumpiendo el show y llamando a Triple H, quien salió solo para pedir seguridad para sacar a Rollins del ring, lo cual se logró a pesar de que Rollins peleó contra el primer grupo de guardias de seguridad. En el episodio del 30 de enero de Raw, Rollins (quien había sido excluido del Royal Rumble Match la noche anterior) confrontó a Stephanie McMahon y una vez más llamó a Triple H, exigiendo respuestas. Más tarde esa noche, Triple H salió explicando que traicionó a Rollins porque sintió que era "un fracaso por sí mismo" y antes de que Rollins pudiera confrontar a Triple H fue emboscado por detrás por el debutante Samoa Joe, quien atrapó a Rollins con un Coquina Clutch y lo estranguló. Durante el ataque, WWE anunció en su sitio web que Rollins se re-lesionó la rodilla. En el episodio del 27 de febrero de Raw, Rollins le explicó todo sobre su lesión de rodilla a Corey Graves dentro del ring y confrontó a Triple H al decirle que estaría en WrestleMania 33. Un Rollins lesionado regresó en el episodio del 13 de marzo de Raw para salvar a Mick Foley de un ataque de Triple H, lo que significa que fue autorizado por los doctores para competir, pero una vez más fue atacado por Triple H. En un Unsanctioned Match en WrestleMania 33, Rollins derrotó a Triple H después de ejecutar un Pedigree para ponerle fin al feudo.

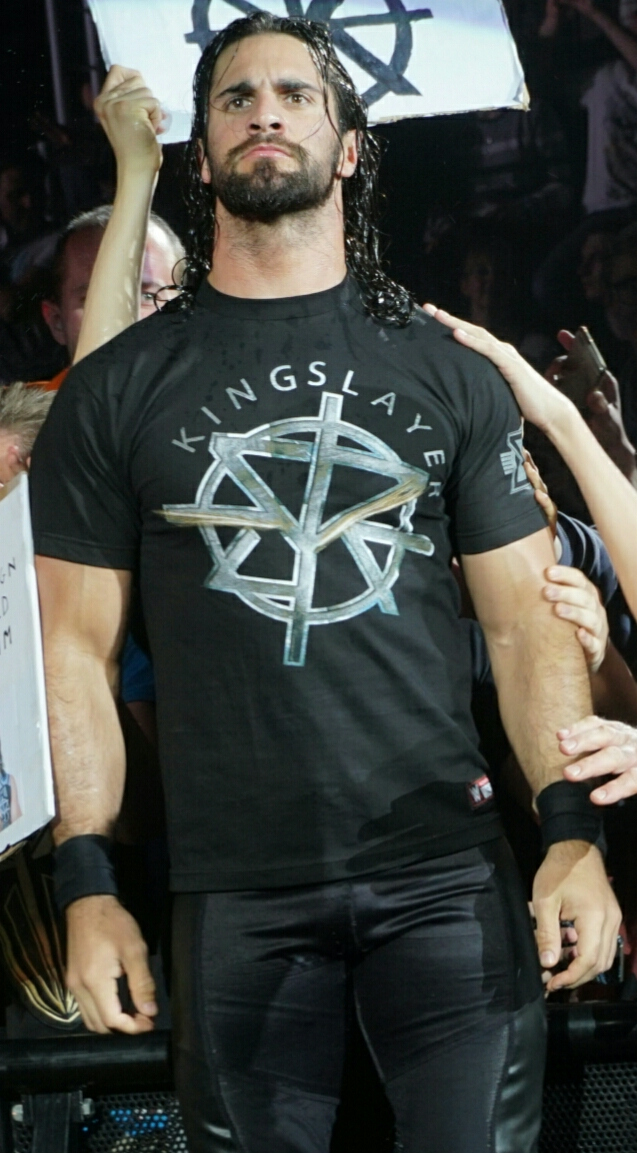
Rollins en mayo de 2017.

Después de WrestleMania 33, Rollins comenzó un feudo con Samoa Joe, a quien derrotó el 30 de abril en Payback para darle a Joe su primera derrota en luchas individuales en el elenco principal. El 4 de junio en Extreme Rules, Rollins compitió en un Fatal 5-Way Extreme Rules Match para determinar al contendiente #1 por el Campeonato Universal de WWE que también involucraba a Joe, Finn Bálor, Roman Reigns y Bray Wyatt, pero el ganador fue Joe. El 9 de julio en Great Balls of Fire, Rollins fue derrotado por Wyatt.
En el episodio del 10 de julio de Raw, Rollins salvó a su excompañero de equipo y antiguo rival Dean Ambrose de un ataque de The Miz y The Miztourage (Curtis Axel y Bo Dallas). Después de no conseguir la confianza de Ambrose, Rollins le ofreció a Ambrose atacarlo con una silla de acero como castigo por la traición de Rollins, pero Ambrose se negó y los dos fueron emboscados por The Miz y Miztourage, lo que provocó que el gerente general de Raw, Kurt Angle, programará un 3-on-2 Handicap Match para la siguiente semana en Raw, el cual ganaron a pesar de que Ambrose se negó a golpear a Rollins después del combate. Durante las siguientes semanas, Ambrose y Rollins comenzaron un feudo con los Campeones en Parejas de Raw Cesaro y Sheamus y finalmente consiguieron una lucha por los títulos en SummerSlam, pero los dos siguieron desconfiando el uno del otro. Esto los llevó a discutir en el ring en el episodio del 14 de agosto de Raw, lo cual culminó con Ambrose y Rollins peleándose entre sí solo para luchar contra Cesaro y Sheamus y realizar una unión de puños ante una gran ovación. El 20 de agosto en SummerSlam, Ambrose & Rollins derrotaron a Cesaro & Sheamus para ganar los Campeonatos en Parejas de Raw.

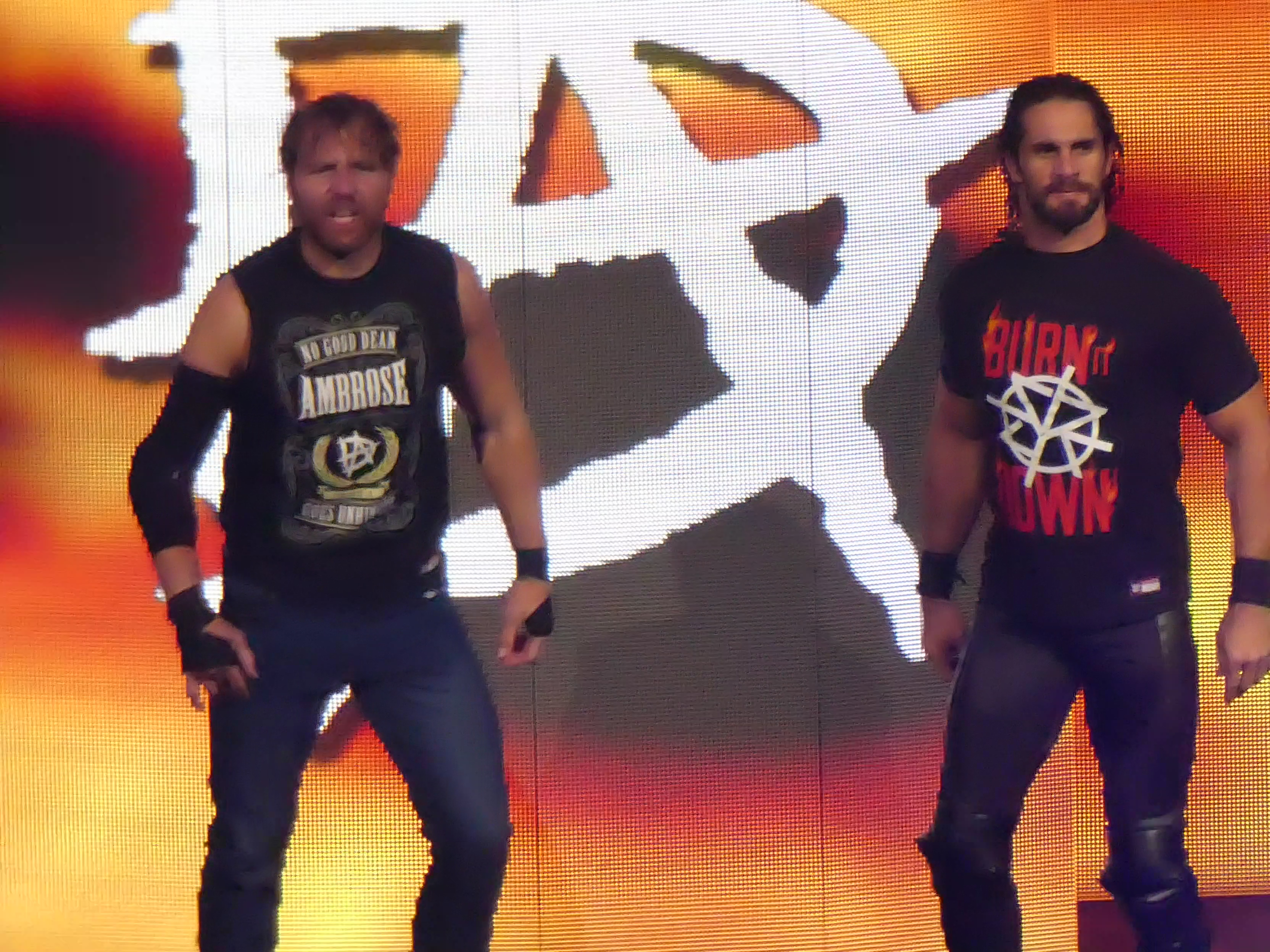
En agosto de 2017, Rollins se reuniría con Dean Ambrose para formar una parte de The Shield.

Después de semanas de rivalidad con The Miztourage y Cesaro y Sheamus (contra quienes defendieron con éxito los campeonatos el 24 de septiembre en No Mercy y en el episodio del 16 de octubre de Raw), ambos enemigos comunes tanto de Ambrose y Rollins como de su excompañero de equipo de The Shield, Roman Reigns, se reunieron oficialmente con Reigns en el episodio del 9 de octubre de Raw, reformando The Shield. The Shield debía enfrentarse al equipo de Braun Strowman, Cesaro, Kane, The Miz y Sheamus el 22 de octubre en TLC: Tables, Ladders & Chairs en un 5-on-3 Handicap Tables, Ladders and Chairs Match, pero por una enfermedad, Kurt Angle tomaría el lugar de Reigns. Ambrose, Rollins y Angle lograron ganar el combate. Ambrose y Rollins debían enfrentarse a los Campeones en Parejas de SmackDown The Usos en un Champions vs. Champions Interbrand match en Survivor Series, pero perdieron los títulos ante Cesaro y Sheamus después de la aparición del grupo de SmackDown, The New Day, el 6 de noviembre en Raw, terminando así su reinado a los 78 días Esto los llevó a un combate entre The Shield y The New Day el 19 de noviembre en Survivor Series, el cual ganó The Shield.

#### Campeón Intercontinental (2017-2018)
En la edición del 25 de diciembre de Raw, Rollins se asoció con Jason Jordan y juntos derrotaron a Cesaro y Sheamus para convertirse en los nuevos Campeones en Parejas de Raw.
En Royal Rumble, Rollins participó en el Royal Rumble combate entrando con el #18, pero fue eliminado por Roman Reigns. Más tarde en el evento, Rollins y Jordan perdieron los títulos ante Cesaro & Sheamus. Tras eso, el equipo de Rollins y Jordan se disolvió el 6 de febrero después de que Jordan se sometiera a una cirugía en su cuello debido a una lesión. En el episodio del 12 de febrero de Raw, Rollins compitió en un Fatal 5-Way Match contra Finn Bálor, Apollo Crews, Bray Wyatt y Matt Hardy para determinar al último participante en el Elimination Chamber match para determinar al contendiente #1 por el Campeonato Universal de WWE en Elimination Chamber, pero el combate terminó con Rollins y Bálor simultáneamente cubriendo a Wyatt, lo que causó que ambos fueran agregados al combate. En el episodio del 19 de febrero de Raw, Rollins participó en un 7-Man Gauntlet Match contra Roman Reigns, John Cena, Finn Bálor, Elias, The Miz y Braun Strowman. Rollins derrotó a Reigns en la primera caída, luego a Cena en la segunda caída, antes de ser eliminado por Elias. Rollins luchó durante una hora y cinco minutos, el rendimiento más largo en un combate por cualquier luchador en la historia de Raw. El 25 de febrero en Elimination Chamber, Rollins fue el quinto hombre eliminado por Strowman.
El 8 de abril en WrestleMania 34, Rollins derrotó a The Miz y a Bálor para ganar el Campeonato Intercontinental y convertirse en el vigésimo noveno Campeón de Triple Corona y en el decimoctavo Campeón Grand Slam en la historia de WWE. Rollins retuvo el título contra Bálor, The Miz y Samoa Joe en un Ladder match en el evento The Greatest Royal Rumble. En el episodio del 30 de abril de Raw, Rollins derrotó a Bálor para retener el campeonato. Seis días después en Backlash, Rollins derrotaría a The Miz para retener el título. Después de Backlash, Rollins tendría una serie de defensas exitosas del título, derrotando a luchadores como Mojo Rawley y Kevin Owens después de emitir desafíos abiertos. En Money in the Bank, Rollins defendió con éxito el título contra Elias. La noche siguiente en Raw, Rollins perdió el título ante Dolph Ziggler luego de una distracción de Drew McIntyre, terminando su reinado a los 71 días. Rollins tuvo su revancha por el campeonato la semana siguiente en Raw, derrotando a Ziggler por descalificación después de que McIntyre interfiriera, por lo que Ziggler retuvo el título. En Extreme Rules, Ziggler derrotó a Rollins para retener el título en un 30-minutes Iron Man Match. En el episodio del 13 de agosto de Raw, Ambrose regresó de su lesión y ayudó a Rollins a atacar a Ziggler y McIntyre. En SummerSlam, Rollins ganó el Campeonato Intercontinental por segunda vez en su carrera después de derrotar a Ziggler.
La noche siguiente en Raw, Rollins y Ambrose (vistiendo el conjunto característico de The Shield) ayudaron a Reigns, quien había defendido con éxito el Campeonato Universal de WWE contra Finn Bálor, y posteriormente fue atacado por Braun Strowman cuando este último intentó cobrar su contrato de Money in the Bank, aplicándole a Strowman un triple powerbomb a través de la mesa de comentaristas, reuniendo oficialmente a The Shield. En Hell in a Cell, Rollins y Ambrose se enfrentaron a McIntyre y Ziggler en una lucha por sus recién ganados Campeonatos en Parejas de Raw, los cuales no lograron ganar. La noche siguiente en Raw, Rollins defendió con éxito el Campeonato Intercontinental ante Ziggler. En el episodio del 24 de septiembre de Raw, The Shield compitió en su primer combate como unidad desde diciembre de 2017, derrotando a Baron Corbin y AOP. El 6 de octubre en Super Show-Down, The Shield derrotó a Ziggler, McIntyre & Strowman, colectivamente conocidos como "The Dogs of War". Dos noches más tarde en Raw, The Shield fue derrotado por The Dogs of War en una lucha de revancha. Después del combate, las animosidades estallaron entre Ambrose, Rollins y Reigns, las cuales culminaron en un Ambrose frustrado que se alejó de sus compañeros de equipo, dejándolos confundidos en el ring.
En la edición del 22 de octubre de Raw, Reigns Reigns anunció que no podría competir durante un tiempo debido a su lucha contra la leucemia. Más tarde esa noche, Rollins y Ambrose derrotaron a Ziggler y McIntyre para ganar los Campeonatos en Parejas de Raw, lo que convirtió a Rollins en un doble campeón por segunda vez en su carrera (habiendo ocupado previamente el Campeonato de WWE y el Campeonato de Estados Unidos simultáneamente). Después del combate, Rollins sería traicionado y atacado inmediatamente por Ambrose, iniciando un feudo entre los dos y disolviendo The Shield una vez más. El 2 de noviembre en el evento Crown Jewel, Rollins compitió en el torneo por la Copa Mundial de WWE, derrotando a Bobby Lashley en la primera ronda, antes de ser derrotado por Ziggler en las semifinales. En la edición del 5 de noviembre de Raw, Rollins fue atacado nuevamente por Ambrose después de perder los Campeonatos en Parejas de Raw en un 2-on-1 Handicap Match contra AOP. Dos semanas después en Survivor Series, derrotó al Campeón de Estados Unidos Shinsuke Nakamura. Más tarde en el evento, se anunció tras bastidores que defendería el Campeonato Intercontinental ante Dean Ambrose en TLC: Tables, Ladders & Chairs, continuando su feudo durante las siguientes semanas. A pesar de eso, se llevó a cabo un Steel Cage Match por el Campeonato Intercontinental entre Rollins y Ambrose el 24 de noviembre en el evento en vivo Starrcade, donde Rollins logró retener el título después de escapar de la jaula. Dos noches después en Raw, Rollins tuvo una exitosa defensa del Campeonato Intercontinental contra Ziggler. En el episodio del 10 de diciembre de Raw, Rollins retuvo el título ante Baron Corbin en un Tables, Ladders and Chairs Match, a pesar de las interferencias del recién nombrado árbitro, Heath Slater, quien seguía las órdenes de Corbin. Sin embargo, seis noches después en TLC: Tables, Ladders & Chairs, Rollins perdió el título ante Dean Ambrose.
En el episodio del 7 de enero de 2019 de Raw, después de salir victorioso en un Six-Man Tag Team Match, Rollins le exigió a Triple H una lucha contra Ambrose por el Campeonato Intercontinental, lo cual Triple H le otorgó, programando un Falls Count Anywhere Match por el título esa misma noche en el evento principal. Sin embargo, Rollins fue derrotado por Ambrose debido a una interferencia de Bobby Lashley. Debido a eso, se realizó un Triple Threat Match por el Campeonato Intercontinental entre Rollins, Ambrose y Lashley en el episodio del 14 de enero de Raw, donde Rollins no logró ganar el título después de que Lashley cubriera a Ambrose para llevarse la victoria.

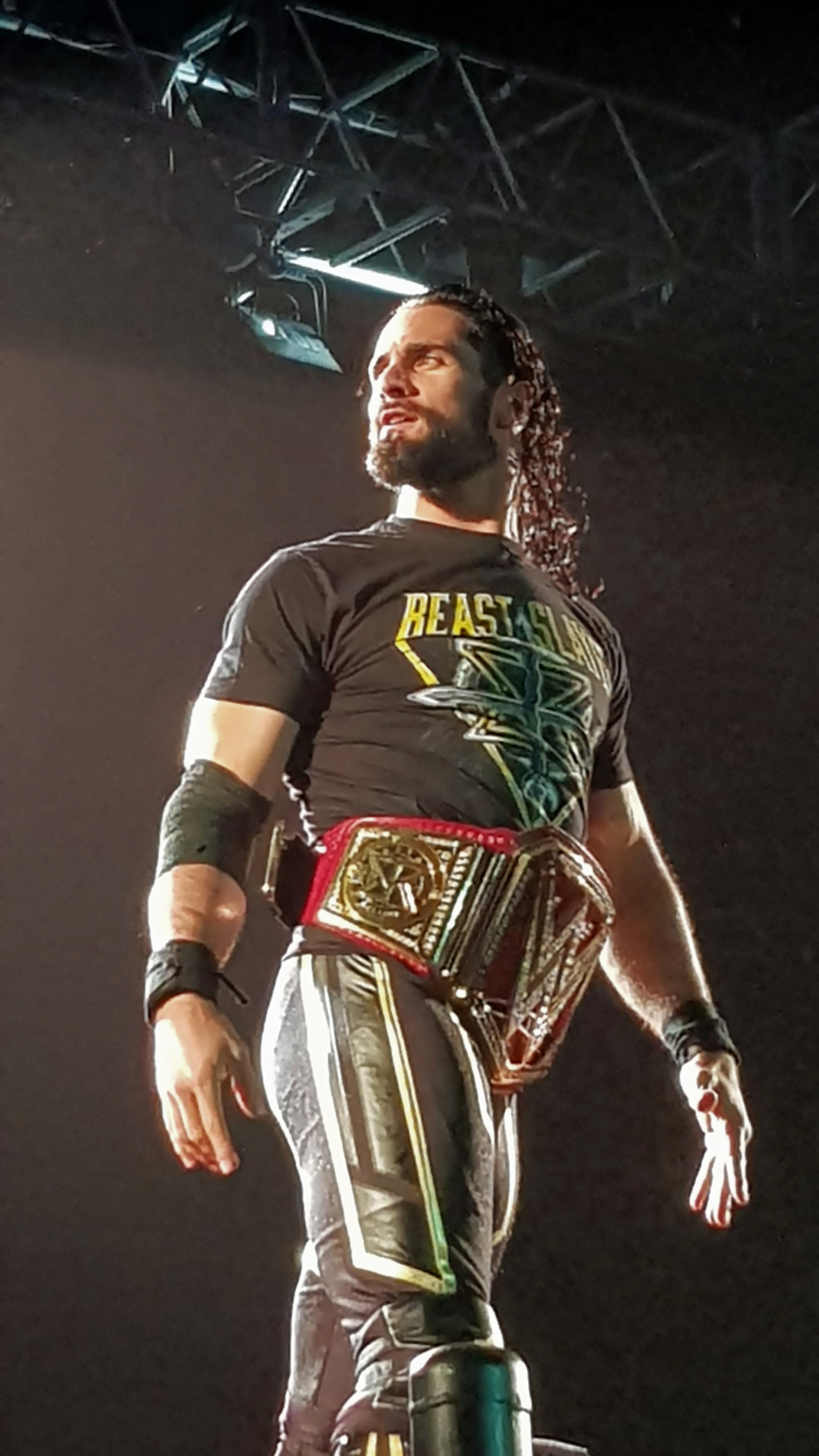
Rollins como Campeón Universal de WWE en mayo de 2019.

#### Campeón Universal (2018-2019)
El 27 de enero en Royal Rumble, Rollins ganó por primera vez en su carrera el Royal Rumble match después de eliminar finalmente a Braun Strowman. La noche siguiente en Raw, Rollins desafió a Brock Lesnar a un combate por el Campeonato Universal de WWE en WrestleMania 35. En el episodio del 25 de febrero de Raw, Rollins y Roman Reigns (quien había regresado previamente después de superar la leucemia) salvaron a Ambrose de un ataque de Lashley, Elias, Baron Corbin y Drew McIntyre. La semana siguiente en Raw, Ambrose devolvió el favor, salvando a Rollins y Reigns de un ataque de Corbin, McIntyre y Lashley, antes de que el trío realizara su pose característica, reuniendo oficialmente al grupo por tercera vez. El 10 de marzo en Fastlane, The Shield derrotó a McIntyre, Lashley & Corbin. En WrestleMania 35, Rollins derrotó a Lesnar para ganar el Campeonato Universal de WWE por primera vez en su carrera. La noche siguiente en Raw, Rollins se enfrentó al Campeón de WWE Kofi Kingston en un Winner Takes All Match, el cual terminó sin resultado debido de una interferencia de Cesaro y Sheamus, a quienes Rollins y Kingston derrotaron inmediatamente después en una lucha por equipos.
Luego de eso, Rollins entró en un feudo con la nueva superestrella de Raw, AJ Styles. En Money in the Bank, Rollins derrotó a Styles para retener el campeonato. Los dos se dieron la mano después del combate, mostrando una señal de respeto entre sí. Rollins defendió con éxito el título contra Baron Corbin en el evento Super Show-Down y también arruinó el intento de canjeo del contrato de Money in the Bank de Brock Lesnar esa misma noche. En Stomping Grounds, Rollins se enfrentó nuevamente a Corbin en una lucha por el título, la cual tuvo a Lacey Evans como árbitro especial invitada. Rollins ganó con la ayuda de su novia en la vida real y la Campeona Femenina de Raw, Becky Lynch, quien detuvo el arbitraje parcial de Evans. La noche siguiente en Raw, Evans y Corbin desafiaron a Lynch y Rollins por sus respectivos títulos en un Winner Take All Mixed Tag Team Match en Extreme Rules. En el evento, Rollins y Lynch derrotaron a Corbin y Evans para retener sus títulos. Sin embargo, inmediatamente después, Rollins perdió el título ante Lesnar, quien cobró su contrato de Money in the Bank. A la noche siguiente en Raw, Rollins ganó un 10-Man Battle Royal después de eliminar finalmente a Randy Orton para ganar el derecho de enfrentarse a Lesnar en una lucha por el campeonato en SummerSlam. En el evento, Rollins derrotó a Lesnar para convertirse en dos veces Campeón Universal de WWE.
En la edición del 19 de agosto de Raw, Rollins ganó por quinta vez los Campeonatos en Parejas de Raw junto con Braun Strowman cuando derrotaron a Karl Anderson & Luke Gallows. La semana siguiente en Raw, Rollins fue desafiado por su propio compañero Braun Strowman, a una lucha por el Campeonato Universal de WWE en Clash of Champions, lo cual Rollins aceptó. En la primera lucha del evento, Rollins y Strowman perdieron los Campeonatos en Parejas de Raw ante Dolph Ziggler & Robert Roode. Más tarde, en el evento principal, Rollins derrotó a Strowman para retener el Campeonato Universal de WWE. Sin embargo, después del combate, Rollins fue atacado por Bray Wyatt, bajo el personaje de "The Fiend". La noche siguiente en Raw, se anunció que Rollins defendería el título contra The Fiend en un Hell in a Cell match en Hell in a Cell. El 30 de septiembre en la premier de temporada de Raw, Rollins fue nombrado capitán del Team Hogan para un 5-on-5 Tag Team Match contra el Team Flair el 31 de octubre en Crown Jewel. Esa misma noche, defendió el título ante Rusev, terminando sin resultado luego de un ataque de The Fiend. El 4 de octubre en el estreno de SmackDown en Fox, Rollins se enfrentó al Campeón Intercontinental Shinsuke Nakamura, pero fue atacado nuevamente por The Fiend. En Hell in a Cell, Rollins y The Fiend compitieron hasta terminar sin resultado después de que Rollins usara un mazo para atacar a The Fiend, por lo que Rollins retuvo el título. En el episodio del 14 de octubre de Raw, se estableció una revancha por el Campeonato Universal en Crown Jewel, en un Falls Count Anywhere Match. Debido a eso, Rollins fue reemplazado por Roman Reigns como capitán del Team Hogan. En el evento, Rollins perdió el título ante The Fiend.
En el episodio del 4 de noviembre de Raw, mientras Rollins confesaba que no sabía lo que le depararía el futuro, Triple H lo interrumpió y le ofreció unirse a NXT. Rollins estuvo de acuerdo, siempre y cuando se le diera un combate por el Campeonato de NXT contra Adam Cole esa misma noche noche. Más tarde, Rollins ganó el combate titular contra Cole por descalificación tras un ataque de The Undisputed Era.

#### The Messiah (2019-2020)
En la edición del 8 de noviembre de SmackDown, WWE.com anunció que Rollins había sido seleccionado como el capitán del Team Raw, el cual se enfrentaría al Team SmackDown y al Team NXT en un Traditional Survivor Series Elimination Men's Match en Survivor Series. En el evento, Rollins fue el último hombre eliminado del Team Raw por Keith Lee, por lo que su equipo no ganó el combate. La noche siguiente en Raw, Rollins insultó a todo el elenco de Raw tanto hombres como mujeres de ser la causa de la derrota de Raw en Survivor Series debido a su bajo desempeño. Todas las superestrellas que estaban en ringside se marcharon, excepto Kevin Owens, quien le aplicó un Stunner a Rollins. Más tarde esa misma noche, Rollins perdió ante Owens por descalificación, luego de un ataque de AOP contra Owens. Luego, Rollins atacó a Owens con dos Curb Stomp mientras estaba en el suelo, mostrando señales de un posible cambio a heel.
En el episodio del 9 de diciembre de Raw, a pesar de negar al principio una alianza con AOP y tras pedir disculpas tanto al roster de Raw como a Owens, Rollins se unió al grupo y reveló que estaba detrás de los ataques hacia Owens, volviéndose heel por segunda vez desde agosto de 2016. Tras esto, Rollins comenzó a proclamarse a sí mismo como The Monday Night Messiah''. En el episodio del 13 de diciembre, Rollins explicó sus acciones, diciendo que su presencia como campeón universal no le sirvió de mucho para impresionar a los fanáticos, a quienes aclaró que sus abucheos le hicieron tomar un negativismo en él, pero que dejaba en claro que cuando lo necesitaban, los ayudaba; de lo contrario, sufrirán el dolor, manteniendo su actitud heel. Esa misma noche, atacó a Mysterio luego de que un combate para definir al retador al Campeonato de los Estados Unidos entre Andrade y Humberto Carrillo quedará sin resultado, seguido de un ataque de AOP. Debido a esto, se pactó un enfrentamiento entre ambos por el United States Championship en el episodio del 23 de diciembre, el cual perdió Rollins por descalificación debido a que AOP atacó a Mysterio. En el episodio del 30 de diciembre, Rollins y AOP fueron atacados por Owens y Samoa Joe (quien fue atacado por AOP debido a que se negó retirarse de la mesa de comentaristas la semana anterior) por lo que fueron separados y expulsados por los oficiales de seguridad a principios de la noche.
A mediados de enero, Rollins acompañó a AOP en un combate por equipos contra Kevin Owens y Samoa Joe en el episodio del 6 de enero en Raw, ganando estos últimos por descalificación debido a que atacó a Owens durante el combate, antes de que Joe y Owens recibieron ayuda por parte de The Big Show (quien regresó luego de estar un año inactivo), atacando a Rollins con un K.O Punch. Esto establecería un Fist Fight Match en el episodio del 13 de enero de 2020 de Raw, donde Rollins y AOP recibieron ayuda por parte de Buddy Murphy en su lucha contra Kevin Owens, Big Show y Samoa Joe, saliendo victoriosos y agregando a Murphy como el cuarto miembro de su stable y empezando un feudo con Owens en el proceso. En el episodio del 20 de enero, le dieron la bienvenida al nuevo discípulo de su facción: Murphy, pero fueron interrumpidos y atacados por Kevin Owens, Samoa Joe & The Viking Raiders (Erik e Ivar), retando junto a Murphy a un combate por los Raw Tag Team Championship a The Viking Raiders, donde se llevaron la victoria, ganando los Campeonatos en Parejas de Raw esa misma noche. Esto convirtió a Rollins en obtener su sexto reinado como campeón en parejas y el primer reinado de Murphy, respectivamente. En Royal Rumble participó como el #30 acompañado de Buddy Murphy & AOP (Akam & Rezar), quienes a pesar de no participar en el combate, lo ayudaron a eliminar a Kevin Owens, Samoa Joe y Aleister Black. Sin embargo, la facción fue atacada por Owens, Black y Joe y fueron dejando a Rollins siendo atacado por Randy Orton, Edge, Roman Reigns y Drew McIntyre, quien le eliminó del combate. En el episodio del 27 de enero, Rollins junto a Murphy se enfrentaron a Kevin Owens & Samoa Joe por los Campeonatos en Parejas de Raw, reteniendo los títulos en su primera defensa titular.
En el episodio del 3 de febrero en Raw, Rollins se enfrentó a Ricochet y a Bobby Lashley en un Triple Threat Match para determinar al contendiente #1 al Campeonato de WWE de Brock Lesnar en Super-Show Down, pero Rollins no salió victorioso luego de que Ricochet cubriera a Lashley, a pesar de contar con la ayuda de AOP Y Murphy. En el episodio del 10 de febrero, Rollins, Murphy y AOP derrotaron a The Viking Raiders, Owens y Joe en un Eight Man Tag Team Match, luego de que Murphy cubriera a Joe. En el episodio del 17 de febrero en Raw, mientras estrenaba con un nuevo traje y daba un "sermón" sobre su estadía y puesto como el Mesías, fueron interrumpidos por The Vikings Raiders y Owens, quien atacó a Rollins con un Stunner cuando este se encontraba indefenso. Esa misma noche, acompañó a Buddy Murphy & AOP en su combate contra Kevin Owens & The Viking Raiders en un Six-Man Tag Team Match, donde perdieron por descalificación debido a que atacó a Owens cuando ya cubría a Murphy para el pinfall y debido a esto lo intentaría atacar junto con su facción, pero fueron atacados por The Street Profits (Angelo Dawkins & Montez Ford), quienes ayudaron a Owens y a The Viking Raiders a defenderse de ellos. Esto establecería un combate por los Campeonatos en Parejas de Raw contra The Street Profits en Super Show-Down que se anunció en el episodio del 24 de febrero en Raw. Esa noche, atacó a Angelo Dawkins mientras estaba cubriendo a Murphy, causando su victoria por descalificación, pero fue retado por Montez Ford a un combate, en donde Rollins lo derrotó tras cubrirlo con un Curb Stomp. En Super Show-Down, junto a Murphy derrotaron a The Street Profits (Angelo Dawkins & Montez Ford) para retener exitosamente los Campeonatos en Parejas de Raw.
Sin embargo, en el episodio del 2 de marzo en un combate de equipos, perdieron los títulos debido a una interferencia de Kevin Owens, terminando con su reinado a los 42 días. En el episodio del 9 de marzo, Rollins interrumpió el segmento de Aleister Black, ofreciéndole un puesto para el grupo, y a pesar de que Black no aceptó su oferta, lo retó a un combate esa misma noche, donde fue descalificado por la interferencia de Murphy y AOP. Esa misma noche, se pactó un Eight Man Tag Team Match entre Rollins, Murphy y AOP contra The Streets Profits y The Viking Raiders, el cual quedó sin resultado debido a que fue atacado por Owens (quien había sido atacado por Rollins y su grupo a principios de la noche). Finalmente en Elimination Chamber, Rollins y Murphy fueron derrotados en la revancha tras la intervención de Owens (quien tomó represalias atacando con un Stunner en venganza por el ataque de la semana anterior). Debido a que Rollins declaraba que Owens y la marca NXT no hubiera existido sin él y que valoraba a Owens fuera llamado "un auténtico fracaso", Owens retó a Rollins a una lucha en WrestleMania 36, que Rollins aceptó. El 4 de abril (transmitido el 25 de marzo) en WrestleMania 36 Parte 1, Rollins debutó con una nueva música de entrada y perdió ante Owens por descalificación luego de golpearlo con la campana del ring, pero Owens reinició la lucha en un No Disqualification Match, siendo derrotado por pinfall, marcando la primera derrota de Rollins en un WrestleMania, lo cual dio por finalizado el feudo entre ambos. Tres días antes de WrestleMania 36, los miembros de AOP(Akam y Rezar) estarían fuera de la empresa por lesión, dejando a Rollins y Murphy como los miembros activos.
Después de su derrota en WrestleMania 36, Rollins entraría en una corta rivalidad con Drew McIntyre, a quien atacó después de un combate de Champion vs Champion contra Andrade en torno al WWE Championship. Debido a esto, Rollins aceptó por vía satélite el reto del escocés para enfrentarse ante él en Money in the Bank. Una semana antes, Murphy fue derrotado por McIntyre en un combate (esto debido a que atacó a McIntyre después de la firma de contrato de McIntyre vs Rollins en el episodio del 27 de abril). En Money In The Bank, fue derrotado, pero se dio la mano con el campeón después del combate en señal de respeto, finalizando el feudo.
La noche siguiente en Raw, durante un combate por equipos entre Rollins y Murphy contra Rey Mysterio y Aleister Black, Rollins atacó salvajemente a Mysterio tras encajar su ojo izquierdo con la punta de la escalera metálica. Dicho ataque dejó inactivo a Mysterio durante casi un mes (kayfabe) haciendo que la lucha quedará sin resultado. En el episodio del 18 de mayo de Raw, Rollins justificó que el ataque a Rey Mysterio lo "ayudó" a ver la luz y que estaba feliz porque sus acciones lo guiaban por el buen camino, empezando un nuevo feudo. Esa misma noche, reclutó a Austin Theory como su nuevo discípulo (Andrade y Ángel Garza lo habían expulsado de su facción tras hacerles perder un combate), haciendo que Aleister Black ganará por descalificación tras la intervención de Theory. En el episodio del 25 de mayo, Rollins le mandó una advertencia a cualquiera que intentara hacerlo cambiar de parecer por sus acciones. 
En el episodio del 1 de junio, Rollins anunció que estaba celebrando la ceremonia de retiro de Mysterio porque el "sacrificio" (el ataque que le hizo hace un mes) fue un acto bueno de bondad para Raw. Esa misma noche fue derrotado por Aleister Black, quien terminó siendo atacado por Murphy y Theory. En el episodio del 8 de junio, Rollins fue confrontado por Mysterio, quien por vía satélite le advirtió que meterse con él y su familia le puede costar muy caro y le retó a un combate en Extreme Rules, lo cual Rollins aceptó. En el episodio del 15 de junio, Rollins fue atacado sorpresivamente por Dominic, el hijo en la vida real de Rey Mysterio. En el episodio del 22 de junio, Rollins lanzó una "profecía" en la cual declaraba que tarde o temprano terminaría la carrera de Rey Mysterio, y esa noche confrontó a él y a su hijo en compañía de sus discípulos, pero sus planes para atacar a Dominik fueron frustrados por Aleister Black y Humberto Carrillo, quienes ayudaron a los Mysterio a detenerlos. En el episodio del 29 de junio, Rollins dijo que quería ser "perdonado" por los Mysterio, pero ellos le rechazaron su perdón . Esa misma noche, Rollins y Murphy derrotaron a Black y Carrillo, por lo que al finalizar el combate, Rollins atacó a Carrillo con un Curb Stomp sobre los escalones metálicos.
En el episodio del 6 de julio, Rollins le ofreció a Kevin Owens unirse a su cruzada contra Mysterio, pero Owens se negó y se pactó un Tag Team Match entre Mysterio y Owens contra Rollins y Murphy esa misma noche, donde fueron derrotados luego de que Mysterio cubriera a Murphy tras la intervención de Black y Dominic. Después del combate, Rollins quedó sobresaltado cuando Mysterio escogió la estipulación para su combate en Extreme Rules, un Eye for A Eye Match. Esto ocasionó que Rollins se enfrentará contra Owens en el episodio del 13 de julio, donde fue derrotado por la intervención de Black y los Mysterio. En The Horror Show Extreme Rules, Rollins derrotó a Mysterio en un Eye For A Eye Match tras extraer el ojo derecho de Mysterio con la punta de los escalones metálicos, volviéndolo a lesionar (kayfabe). Tres días antes del evento, el discípulo de Rollins: Austin Theory dejó el grupo (la razón por la que estuvo ausente fue porque fue suspendido indefinidamente por estar involucrado en hacer comentarios con el hashtag #SpeakingOut), aunque fue mandado nuevamente a NXT para mejorar sus habilidades. En el episodio del 23 de julio, Rollins fue confrontado por Black, quien lo interrumpió por sus acciones sobre el ataque a Mysterio. Rollins derrotó y atacó brutalmente el brazo derecho de Black con ayuda de Murphy. En el episodio del 27 de julio, Rollins fue atacado una vez más por Dominik, quien intentaba vengar el ataque de su padre con un palo de kendo.
En el episodio del 3 de agosto, Rollins y Murphy interrumpieron al comentarista Tom Phillips debido a que este comentó acerca de las acciones del mesías sobre el ataque a Black (quien terminó lesionado de un ojo por Murphy la semana pasada), pero Samoa Joe lo defendió y esto fue aprovechado por Dominik para atacar a Rollins. Debido a que los ataques de Rollins le hacían infructuoso, Dominik Mysterio retó a Rollins a una lucha en SummerSlam, que Rollins aceptó. En el episodio del 10 de agosto, Rollins estuvo presente en la firma de contrato del combate contra Dominik, quien se convirtió en luchador profesional para pertenecer en la marca Raw y decidió enfrentarse en un Street Fight Match en el evento, que marcaría el debut del hijo de Rey Mysterio en WWE. Dominik estuvo de acuerdo antes de que Rollins y Murphy lo atacaron con palos de kendo. Debido a esto, Rollins y Murphy fueron atacados por Dominik y su padre, quien hizo su regreso para enseñarles una "lección" con palos de kendo como advertencia. En SummerSlam, Rollins derrotó a Dominik en un Street Fight Match, debido a la interferencia de Murphy. En el episodio del 24 de agosto, un combate de equipos entre Rollins y Murphy contra Dominik y Rey Mysterio, quedó sin resultado debido a una interferencia externa de RETRIBUTION, por lo que se pactó un combate de revancha entre los mismos equipos en Payback, donde Rollins y Murphy fueron derrotados debido a que Murphy fuera cubierto por Dominik. En el episodio del 31 de agosto, Rollins no pudo ganar un Triple Threat Match que involucró a Keith Lee y a Randy Orton en el evento principal para definir al retador del WWE Championship de Drew McIntyre en Clash Of Champions después de que Orton lo cubriera para ganar el combate. Cinco días después, AOP (Akam & Rezar) fueron liberados de sus contratos con la empresa, dejando a Rollins y Murphy como los dos miembros activos del grupo.
En el episodio del 7 de septiembre, se anunció un Steel Cage Match entre Rollins y Dominik para el evento principal de la semana siguiente. En el episodio del 14 de septiembre, Rollins tuvo una discusión con Murphy, quien pidió al Mesías que lo perdonará por lo ocurrido en Payback. Rollins aceptó su perdón y le ordenó que no le hiciera perder el combate o de lo contrario, le iba a ir muy mal. Esa noche, Rollins salió victorioso y después del combate, atacó a su discípulo por sus intromisiones. En la noche del 21 de septiembre, Rollins atormentó a la familia Mysterio luego de descubrir que Aalyah (la hermana de Dominik e hija de Rey Mysterio en la vida real) no era su hija legitima. Sin embargo, esa misma noche Rollins abandonó a Murphy durante un Triple Threat Tag Team Match que involucró al equipo de Dominik y Humberto Carrillo y al equipo de Andrade y Ángel Garza (quienes salieron vencedores) para definir a los retadores de los Raw Tag Team Championship de Street Profits en Clash Of Champions, lo que provocó que hubieran una disensión entre ambos. Además en el episodio del 28 de septiembre, Rollins reveló que su discípulo y Aalyah tenían un romance secreto, dejando sorprendidos a la familia Mysterio y a Murphy. 
En el episodio del 5 de octubre, Rollins y Murphy se pelearon a principios de la noche, con Rollins tomando la delantera atacando a Murphy con un palo de kendo antes que Aalyah acudiera a defender a Murphy. A pesar de las tensiones entre ellos, Rollins y Murphy derrotaron a Carrillo y Dominik en un Tag Team Match. En el episodio del 9 de octubre, Rollins fue mandado a SmackDown como la cuarta selección en la ronda #1 como parte del Draft . En el episodio del 12 de octubre, tuvo su último combate de despedida con los recién transferidos a Raw Jeff Hardy y AJ Styles en un Triple Threat Match, saliendo Styles como vencedor de la contienda, marcando así su última aparición en la marca roja.
Rollins debutó en SmackDown en el episodio del 16 de octubre cuando interrumpió a Daniel Bryan (quien regresó luego de tomarse un periodo de descanso tras recuperarse de pequeñas lesiones) y se dio a conocer como The SmackDown Savior (el salvador de SmackDown) antes de atacar a Bryan, pero fue detenido por los Mysterio y Murphy, quien aparentemente apareció para ayudarle pero lo atacó con un rodillazo. En el episodio del 23 de octubre, Rollins hizo su debut y derrotó a Murphy para luego atacarlo sin piedad hasta que Aalyah junto a los Mysterio llegaron a detenerlo. En el episodio del 30 de octubre, Rollins tuvo un segmento con Murphy sobre su relación amorosa con Aalyah, quien terminó sacando la verdad a la luz cuando ella y Murphy se besaron.
En el episodio del 6 de noviembre, Rollins derrotó a Otis para clasificar al segundo puesto para el Team SmackDown en un Traditional Men's Survivor Series 5-on-5 Match debido a una intervención de Murphy. Entonces se pactó un No Holds Barred Match entre Rollins y Rey Mysterio para el episodio del 13 de noviembre en el evento principal, donde fue derrotado cuando Murphy le "traicionó" tras atacarlo con un rodillazo y fuera cubierto por Mysterio, poniendo fin a la rivalidad y feudo de siete meses entre ambos. Un Rollins enojado exigió un combate para "castigar" a Murphy en el episodio del 23 de noviembre, donde fue derrotado una vez más por Murphy, debido a la interferencia de los Mysterio (quienes le devolvieron el favor en agradecimiento por su ayuda prestada en el combate de la semana pasada), disolviendo el grupo. En Survivor Series, el Team Raw (AJ Styles, Keith Lee, Riddle, Sheamus & Braun Strowman) derrotó al Team SmackDown (Jey Uso, Seth Rollins, King Corbin, Kevin Owens & Otis) siendo Rollins el primer eliminado cuando se "sacrificó" tras recibir la Brogue Kick de Sheamus.
Después de esto, fue descartado de futuros shows semanales y segmentos. Debido a su ausencia, WWE decidió darle a Rollins un tiempo libre para estar en compañía de su esposa y a la espera del nacimiento de su hijo. El 7 de diciembre, Rollins y Becky Lynch nació su hijo, una niña llamada Roux. Según fuentes confiables, Rollins estaba programado para hacer una aparición en el día del año nuevo en SmackDown, pero en la página de Twitter de WWE descartó esa información porque no se comunicaron con él al respecto.

#### The Visionary (2021-2023)
Después de una ausencia de dos meses, Rollins hizo una aparición sorpresa en Royal Rumble participando en el Men's Royal Rumble Match con el #29 eliminando a Riddle, Daniel Bryan, Christian y Braun Strowman antes de ser eliminado por el eventual ganador, Edge. 
En el episodio del 12 de febrero, Rollins hizo su regreso, siendo rodeado y ovacionado por el roster principal en ringside y estrenó su nuevo lema: "Embrace The Vision" (abarcar la visión) para motivar a los luchadores de mostrarles su visión y convertirse en líder y mentor, pero todos se marcharon dejándolo solo excepto Cesaro, a quien atacó después de su segmento. En el episodio del 19 de febrero, Rollins dio un anuncio de lo que significaba su lema y explicó sus acciones sobre el ataque a Cesaro como señal de advertencia para cualquiera que no siguiera el camino de ser abarcado visionariamente. Sin embargo, en el episodio del 26 de febrero cuando Rollins se ofreció a ayudarle a abarcar su visión, Cesaro se vengó atacándolo con un Cesaro Swing y un European Uppercut, lo que comenzó un feudo entre ambos.
Dos semanas después en el episodio del 12 de marzo, Rollins atacó a Cesaro después de un combate contra Murphy con un Curb Stomp sobre una silla. Esto le hizo entrar en un pequeño feudo con el antiguo compañero de Cesaro, Shinsuke Nakamura, quien lo atacó en el episodio del 19 de marzo después de que este se negó a dejar abarcar su visión, pactando una lucha individual en Fastlane. En el evento, Rollins salió victorioso y tras bastidores retó a Cesaro a un combate en WrestleMania 37. En el episodio del 26 de marzo, después de que Rollins derrotó a Nakamura en una lucha de revancha, fue atacado en backstage por Cesaro (quien regresó del ataque que Rollins le hizo hace dos semanas) y aceptó su reto, por lo que se pactó la lucha entre ambos en WrestleMania 37, pero fue derrotado. 
Cinco días después, Rollins interfirió durante una lucha entre Cesaro y Jey Uso, atacando a Cesaro y advirtiéndole que todavía no había terminado con él. En el episodio del 23 de abril, Rollins hizo equipo con Jey Uso para enfrentarse ante Cesaro y Daniel Bryan en un Tag Team Match, pero perdieron luego de que Rollins abandonaba a Jey Uso durante el combate. En el episodio del 30 de abril durante un segmento tras bastidores, Rollins reto a Cesaro a un combate de revancha para la semana siguiente, que Cesaro aceptó.
En el episodio especial retro de SmackDown del 7 de mayo, Rollins atacó a Cesaro a comienzos de la noche, lo que provocó que Teddy Long cambiara la lucha de revancha a una por una oportunidad titular del Universal Championship de Roman Reigns, la cual Rollins perdió debido a la interferencia de The Usos (Jimmy y Jey Uso). Más tarde, tras bastidores, Rollins confrontó a Reigns por la intromisión de sus primos y exigió que arreglara el incidente, pero Reigns le dejó claro que no metería a sus primos en sus asuntos, por lo que Rollins se disculpó y declaró que él mismo lo arreglaría a su manera. Sin embargo, Rollins salió después de que Reigns retuviera el campeonato por sumisión ante Cesaro en el evento principal de Backlash, atacando brutalmente el brazo derecho de Cesaro con una silla después del combate. Cinco noches después en SmackDown, Rollins atacó a un lesionado Cesaro luego de este solicitara un combate más por el campeonato universal, recriminándole por hacerle enojar demasiado y dejándolo fuera de acción durante dos semanas. En el episodio del 28 de mayo (el día de su cumpleaños) Rollins explicó que había perdido el control de sí mismo y que la razón por la cual estaba dominado por la ira y atacó a Cesaro fue porque este tenía toda la culpa de no seguir sus principios, calificándolo como "invaluable". 
En el episodio del 4 de junio en un segmento tras bastidores, Rollins fue entrevistado por Kayla Braxton, quien le preguntó acerca de seguir enfrentándose a Cesaro (quien haría su regreso posteriormente) para una posible revancha, pero se negó a responder ni una palabra. En el episodio del 11 de junio, Rollins fue el invitado de "Ding Dong Hello!" de Bayley (quien tenía un feudo con Bianca Belair), donde ambos se burlaron de sus rivales, pero terminó humillado por Cesaro cuando este regresó y le arrancó los pantalones, destruyendo el set en el proceso. Debido a esto, se pactó una lucha entre ambos en Hell In A Cell que se hizo oficial. En el episodio del 18 de junio, Rollins charló con Cesaro, quien aceptó a regañadientes sus aclaraciones y que el domingo se verían las caras para ponerle fin a su disputa. En el evento, Rollins derrotó a Cesaro por medio de un reversal. En el episodio del 25 de junio, junto con Bayley derrotaron a Cesaro y Bianca Belair en un Mixed Tag Team Match. Esa misma noche, fue a la oficina de Adam Pearce y solicitó un combate por una oportunidad por el Universal Championship de Roman Reigns.
En el episodio del 2 de julio, Rollins estuvo en la oficina de Pearce, quien le pactó un combate contra Cesaro para calificar al último lugar del Money In The Bank Ladder Match de SmackDown. En el episodio del 9 de julio, Rollins terminó su feudo con Cesaro luego de derrotarlo en un combate de clasificación para el Money In The Bank Ladder Match en Money In The Bank, terminando así su rivalidad. En el episodio del 16 de julio, Rollins se enfrentó ante Kevin Owens, Shinsuke Nakamura y Big E en un Fatal-4 Way Match, saliendo victorioso. Dos noches después, en Money In The Bank, Rollins participó en el combate y estuvo a punto de descolgar el maletín, pero Big E le aplicó su finisher desde lo alto de la escalera, siendo este el ganador del combate. Más tarde, en ese mismo evento, un Rollins frustrado interfirió no una, sino dos veces en el evento principal de Roman Reigns y Edge, costandóle a este último la lucha tras atacarlo y haciendo que Reigns retuviera su título. Sin embargo, Edge lo atacó después de la lucha, empezando un nuevo feudo entre ambos. En el episodio del 26 de julio, Rollins explicó sus acciones, al afirmar que le costó a Edge su oportunidad de ser campeón mundial porque siendo él un luchador antiguo le quitaba oportunidades a luchadores que se las ganaron. De todos modos, Rollins fue atacado por Edge. En el episodio del 30 de julio, Rollins atacó brutalmente a Edge, diciendo que no estaba arrepentido de sus acciones, sino que como él no pudo ganar una oportunidad por el campeonato universal, Edge tampoco la tendrá.
En el episodio del 6 de agosto, Rollins fue retado por Edge a una lucha en SummerSlam, que Rollins aceptó por vía satélite. Sin embargo, Edge dijo que fue lo que sucedió siete años antes en el episodio del 29 de diciembre de 2014 en Raw (Rollins, el protegido de The Authority, fue el invitado del Cutting Edge de los anfitriones Edge y Christian, quienes fueron atacados por el mismo Rollins y este intentó lesionar el cuello de Copeland sobre el Money In The Bank , pero John Cena lo impidió a cambio de traer de nuevo a The Authority al poder). Rollins luego se mofó diciendo que si no fuera por su Curb Stomp, Edge no volvería a luchar desde 2020. En el episodio del 13 de agosto, Rollins mostró una retrospectiva de sus logros obtenidos de su carrera como luchador, afirmando que con un pisotón acabaría con la carrera de Edge. Sin embargo. en el episodio del 20 de agosto, Rollins declaró que Edge se había ido y que no estaba a su nivel, pero fue humillado por este último cuando este le advirtió que despertó su lado oscuro para mandarle un mensaje: los monstruos salen de noche y acto seguido, fue cubierto por un baño de sangre negra que le impregnó en todo su cuerpo, saliendo muy malhumorado después de esto. En el evento, fue derrotado por rendición ante Edge. Una semana después, Rollins con una expresión eufórica, lo felicitó y le dijo que él mismo obtendrá las mismas aspiraciones de Edge por el título Universal.
En el episodio del 3 de septiembre, Rollins se enfrentó contra Cesaro en un combate individual, donde perdió por descalificación después de atacarlo y lesionarlo luego de imitar los movimientos de Edge, causándole al suizo una distensión cervical. Más tarde esa misma noche, Rollins fue retado por Edge a un combate de revancha para la semana siguiente, que Rollins aceptó. En el episodio del 10 de septiembre, desde el Madison Square Garden, Rollins derrotó a Edge tras cubrirlo luego de un Curb Stomp sobre el cuello de Edge, lesionandolo seriamente (kayfabe) y debido a esto, Edge fue llevado en camilla. Tras bastidores, Rollins no mostró expresión alguna porque estaba paralizado. En el episodio del 17 de septiembre, Rollins declaró que no estaba arrepentido por sus acciones sobre el ataque a Edge y para no ensuciarse las manos, culpó al público por la lesión de este último, advirtiéndole que iba a acabarlo de una vez por todas para retarlo a un combate final entre los dos, tras esto tomó una actitud más obsesiva y demente. En el episodio del 24 de septiembre, en un segmento tras bastidores, Rollins le dio a Edge una semana para que aceptara su reto porque en caso de no hacerlo, iría hasta donde se encontraba y le diera una paliza para humillarlo en frente de su esposa e hijos.
En el episodio del 1 de octubre, Rollins apareció por vía satélite desde la casa de Edge, invadiendo la casa de éste y a pesar de que Edge hizo acto de presencia para responder el reto, Rollins lo criticó porque no creía en las palabras de él. En el episodio de Raw que se llevó a cabo en la segunda noche el 4 de octubre, Rollins fue escogido a Raw en la segunda ronda al ser la quinta selección como parte del Draft. Cuatro noches después en SmackDown, Rollins dijo que su adversario no aparecería porque era un cobarde, pero sería atacado por un enojado Edge (quien se recuperó de la lesión que Rollins le provocó tres semanas antes), solo para escapar antes de que Edge lo retara a un Hell In A Cell Match, que se hizo oficial. Dos días después, el combate fue puesto para Crown Jewel. En el episodio del 15 de octubre, Rollins declaró que tenía intenciones de terminar la carrera de Edge, mofándose de que él no estaba a su mismo nivel. Sin embargo, seis noches en Crown Jewel, Rollins fue derrotado por Edge en un Hell In A Cell Match cuando este aplicó su propio Curb Stomp sobre una silla para acabar así su feudo con él, siendo esta su última aparición en SmackDown. Tres noches después en Raw, Rollins retó a Big E a un combate por su campeonato, pero sería interrumpido por Kevin Owens, Rey Mysterio y Finn Bálor, quienes querían también una oportunidad al título. Después de que Rollins se involucró en una pelea con los demás contendientes, se pactó un Ladder Match para nombrar al nuevo retador del campeonato en el evento estelar de esa noche, donde Rollins saldría victorioso tras descolgar el contrato. 
En el episodio del 1 de noviembre, Rollins apareció para confrontar a E diciendo que como este no está a su nivel, se convertiría más adelante en campeón. Sin embargo, Rollins rechazó enfrentarse a Big E a un combate titular esa misma noche debido a que no estaba en condiciones médicas para competir. Más tarde, Rollins estuvo en ringside para presenciar el combate estelar entre Kevin Owens y Big E, a quien atacó mientras el árbitro estaba distraído para hacerle perder la lucha, pero este ganó el combate. Después de esto, fue retado por Owens a un combate para la semana siguiente. Cinco días después, se anunció que Rollins formará parte del Team Raw junto con Kevin Owens, Finn Bálor, Rey Mysterio y Dominik Mysterio ante el Team SmackDown en un Traditional Survivor Series Elimination Men's Match en Survivor Series. En el episodio del 8 de noviembre, Rollins derrotó a Owens en una lucha individual por cuenta fuera. En el episodio del 15 de noviembre, Rollins (quien estaba de comentarista invitado) interfirió durante un Tag Team Match entre Big E y Riddle contra The Usos, atacando a los primeros antes de que Randy Orton saliera a rescatar a los dos luchadores.  Luego de eso, se pactó un Six-Man Tag Team Match, donde Rollins y The Usos vencieron a Orton, Riddle y Big E. El equipo de Rollins tuvo cambios (debido a que Dominik y Rey Mysterio fueron derrotados por Bobby Lashley y Austin Theory respectivamente para reemplazarlos en el Team Raw). Cuatro noches después en Survivor Series , el Team Raw (Rollins, Kevin Owens, Finn Bálor, Bobby Lashley y Austin Theory) derrotó al Team SmackDown (Drew McIntyre, Xavier Woods, Jeff Hardy, Happy Corbin y Sheamus) siendo Rollins el único sobreviviente del equipo y dio la victoria a su marca para ganar así el combate tras cubrir a Hardy, a pesar de que Owens abandonó al equipo. En el episodio del 22 de noviembre, Rollins tenía previsto enfrentarse ante Bálor, pero lo atacó antes de que la lucha comenzará. Sin embargo, un fan saltó de la barricada y este lo atacó cuando se dirigía a backstage (Rollins no sufrió golpes, pero se rehusó a que lo examinaran mientras que el fanático fue sacado por seguridad y condenado a seis meses de prisión por atacar a un profesional y violar la orden de restricción del lugar donde se estaba llevando a cabo el show). Esa misma noche, Rollins estuvo de comentarista invitado junto a Owens para ver el combate estelar entre Big E y Austin Theory por el WWE Championship, el cual fue ganado por el campeón gracias a la distracción que Rollins y Owens ocasionaron. Después de esto, Rollins y Owens fueron atacados por Big E, quien le aplicó el Big Ending después de la lucha, aumentando más su rivalidad. En el episodio del 29 de noviembre, Rollins anunció que se enfrentaría ante Big E por el WWE Championship en Day 1, pero fue atacado por Bálor (quien lo atacó de manera similar a lo que hizo Rollins la semana pasada), por lo que se pactó un combate individual, en el cual Rollins salió victorioso. Esa misma noche, tras bastidores, Rollins fue advertido por Kevin Owens, quien le dijo que si ganaba la lucha del evento estelar, será agregado al combate titular. Sin embargo, interfirió durante la lucha y atacó a los dos hombres, pero para su mala suerte, la lucha terminó en descalificación con victoria para Owens, por lo que el combate pasó a ser un Triple Threat Match.
En el episodio del 6 de diciembre, Rollins estuvo como comentarista invitado para ver un Steel Cage Match entre Owens y Big E, donde el segundo derrotó al primero en un combate no titular, pero Rollins lo atacó después del combate. No obstante, Big E lo atacó en respuesta por el ataque. Sin embargo, durante los comerciales, fue atacado por Bobby Lashley (quien atacó de la misma forma a Owens y Big E después del altercado). En el episodio del 13 de diciembre, Rollins, Owens y Big E confrontaron a Lashley por el ataque que este le hizo la semana pasada (Lashley explicó sus acciones al decir que fue irrespetado por ellos porque era el más amenazante del roster principal y quería una oportunidad al campeonato al invocar su cláusula de revancha), por lo que Rollins tuvo que enfrentarse ante Lashley en un combate individual esa misma noche. Sin embargo, Rollins ganó por descalificación debido a que Owens (quien perdió por rendición ante Lashley más temprano en la noche) lo atacó intencionalmente para impedir que Lashley ganara y perdiera la oportunidad titular. Pero debido a su interferencia, Adam Pearce y Sonya Deville ordenaron que la lucha se reiniciara, esta vez en un No Disqualification Match, donde en esta ocasión Rollins fue derrotado rápidamente en menos de unos segundos por Lashley, pero la oportunidad titular seguía en juego. A pesar de perder este combate, él y Owens interfirieron durante el combate estelar del No Disqualification Match entre Big E y Lashley atacando a ambos hombres, pero estos contraatacaron y les hicieron atravesar unas mesas con sus cuerpos. Gracias a esto, Lashley derrotó a Big E, y por la estipulación previa del combate, fue añadido al combate titular, lo cual fue cambiado a un Fatal-4-Way Match. En el episodio del 20 de diciembre, Rollins y Owens atacaron a Lashley a comienzos de la noche luego de que este tuviera una breve confrontación con Big E, pero estos contraatacaron para dejarlos fuera de combate. Esto pactó un Tag Team Match entre él y Owens (quienes a pesar de sus diferencias fueron obligados a coexistir) contra Lashley y Big E en el evento estelar de esa misma noche, pero fueron derrotados. Sin embargo, Rollins y Owens terminarían por atacarlos brutalmente, a punto de que Rollins le aplicó un Curb Stomp a Lashley sobre los escalones metálicos, para luego revelar que entre él y Owens formaron una alianza y cooperaron entre sí. Seis días después durante un Tour, Rollins estaba programado para enfrentarse ante Owens y Big E en un Steel Cage Match por el título, pero fue sacado de la lucha debido a que dio positivo por coronavirus (incluyendo que algunos luchadores y luchadoras que iban a hacer su aparición en ese evento, fueran reemplazados para evitar más contagios por la variante Omicrón, la cual se extendió en 110 países), siendo reemplazado por Edge, quien derrotaría a Owens en ese combate. Sin embargo, Rollins apareció desde su casa grabando un video en el episodio del 27 de diciembre en Raw diciendo que haría lo posible para recuperarse y no faltar a la lucha titular en Day 1, a pesar de que no le han dado la autorización médica para competir.
En Day 1, Rollins participó en el combate (a sabiendas de que estaba todavía bajo los efectos del coronavirus) de Fatal 5-Way Match que involucró al campeón defensor Big E, Kevin Owens, Bobby Lashley y Brock Lesnar (quien fue añadido a último momento para ese combate debido a que la lucha que iba a tener con Roman Reigns por el Campeonato Universal fue cancelada por el caso positivo de coronavirus de Reigns horas antes del evento pay-per-view) por el WWE Championship. Sin embargo, Rollins no logró ganar la lucha ni el título ya que el ganador del combate fue Lesnar. La noche siguiente en Raw, WWE anunció que el nombre de Seth Rollins fue ampliado a Seth «Freakin» Rollins . Esa misma noche, participó en un Fatal 4-Way Match que involucró a Kevin Owens, Big E y Bobby Lashley para determinar al contendiente del Campeonato de WWE de Brock Lesnar en Royal Rumble, pero no logró ganar el combate, ya que a pesar de recibir ayuda de Owens, este fue cubierto por Lashley, quién ganó el puesto de contendiente al campeonato. Cuatro noches después, Rollins hizo una aparición en SmackDown y se reveló como el nuevo retador del Campeonato Universal de Roman Reigns en Royal Rumble, reanudando su feudo con él. En el episodio del 10 de enero en Raw, Rollins declaró que apareció en SmackDown porque en esa marca se quedaron sin retadores al Universal Championship y que retaría a Reigns a un combate individual entre ellos por el campeonato, pero fue interrumpido por Big E, quién lo reto a una lucha individual para esa misma noche, donde Rollins salió victorioso luego de cubrirlo con un Curb Stomp, finalizando así su feudo. Tres noches después en SmackDown, Rollins confrontó a Reigns por saber que su carrera como campeón mundial y los logros que obtuvo durante todo ese tiempo era gracias a él. Rollins intentó ofrecer un choque de puños a Reigns, pero este lo rechazó debido a que eso ya estaba por debajo de él. Sin embargo, Rollins le dijo que si no fuera por su ayuda, no sería nada porque fue quién creó el equipo de la dominancia que se disolvió hace tres años: The Shield, ya que ambos formaban parte del antiguo grupo y le advirtió a Reigns que sí este tendría que recurrir a The Bloodline para que no perdiera el título, haría hasta lo imposible por quitárselo. En el episodio del 17 de enero, Rollins se enfrentó ante Bobby Lashley en un Contender's Collide Match (una lucha donde solo se enfrentaban los contendientes al WWE Championship y al Universal Championship, respectivamente) en el evento estelar de esa misma noche. Sin embargo, Rollins ganó por descalificación debido a una interferencia de Shelton Benjamín y Cedric Alexander, quienes sin éxito trataron de atacar a Lashley, pero Rollins recibió un ataque sorpresa por cortesía de The Usos (Jey Uso y Jimmy Uso), quienes le atacaron con una Double Superkick después del combate. Tres noches después en SmackDown, Rollins interrumpió la celebración del reinado más largo del campeonato del campeón e hizo una promo que mencionaba los logros que obtuvo cuando estuvieron en The Shield. Durante dicha promo, Rollins mencionó a Jon Moxley (quien es el luchador de AEW) y esto llamó la atención de los escritores y los creativos por lo que pensaron que este se había saltado el guion, aunque esto no estaba en los planes, Rollins declaró que improvisó la misma para darle más fuerza como un  "Easter Egg". Tras esto, Rollins se asoció con Kevin Owens (quien hizo una aparición en SmackDown) para enfrentarse ante The Usos en un Tag Team Match en el evento estelar de esa misma noche, con la condición de que si Rollins y Owens perdieran, la oportunidad titular se excluiría; en caso contrario si ganaban, The Usos no podrán acompañar a Reigns para su defensa titular. De todos modos, Rollins y Owens derrotaron a The Usos por descalificación luego de que Reigns interfiriera y atacara a Rollins. Debido a la estipulación previa al combate, Rollins conservó su oportunidad titular y The Usos tendrán prohibida su presencia en la lucha entre Rollins y Reigns en Royal Rumble. Después de que Rollins intercambiara promos contra Reigns en el episodio del 28 de enero en SmackDown, Rollins evitó que Reigns lo atacara después de provocarlo. Sin embargo en el evento, Rollins (vistiendo el traje característico de The Shield) ganó por descalificación debido a que Reigns se rehusó a soltarlo con el Guillotine Choke antes de la cuenta de cinco mientras agarraba la segunda cuerda, por lo que no ganó el campeonato. Después del combate, Rollins fue atacado a traición con una silla a la espalda, cortesía de Reigns (emulando la traición de Rollins a The Shield ocho años antes), terminando silenciosamente su feudo. Dos noches después en Raw, Rollins fue invitado al KO Show de Owens, donde hizo un anuncio al conocer que sería parte de Elimination Chamber en un Elimination Chamber Match por el WWE Championship de Bobby Lashley, siendo automáticamente añadido a esa lucha debido a que no recibió la cuenta de tres en Royal Rumble (originalmente, los planes de los creativos para Rollins era que debía participar en el Men's Royal Rumble Match y tener un careo con Shane McMahon para establecer una rivalidad entre ellos que culminaría en WrestleMania 38, pero por una serie de cambios no deseados por parte de McMahon, tanto el feudo como los planes fueron cancelados y esto hizo que Rollins descartaría aparecer en un combate a menos que fuera titular). 
En el episodio del 7 de febrero, Rollins se enfrentó ante Riddle en un combate individual en el evento estelar de esa misma noche. Sin embargo, Rollins perdió por descalificación debido a una interferencia de Owens, quien atacó a Riddle antes de que este fuera salvado por Randy Orton. Después de esto, se pactó un Tag Team Match entre los dos equipos, donde Rollins y Owens salieron victoriosos luego de que Rollins cubriera a Riddle. Tras esto, se anunció un combate de evento estelar entre Rollins y Orton para la semana siguiente. En el episodio del 14 de febrero, Rollins estuvo en un segmento con Brock Lesnar, Riddle, AJ Styles, Austin Theory y Bobby Lashley (quienes participarían en la Elimination Chamber Match) para decidir quien de ellos saldría ganador por el WWE Championship en Elimination Chamber. En el evento estelar de esa misma noche, Rollins y Orton se enfrentaron en un combate individual (ya que desde 2015 nunca se habían enfrentado en un mano a mano y este fue su primer enfrentamiento), donde Rollins salió victorioso tras cubrir a Orton con un Curb Stomp debido a una interferencia de Alpha Academy (Chad Gable & Otis) y Riddle. Sin embargo, cinco días después en Elimination Chamber, Rollins no logró ganar el campeonato, ya que fue eliminado por Brock Lesnar en primer lugar. Dos noches después en Raw, Rollins se asoció con Owens para enfrentarse ante RK-Bro (Randy Orton & Riddle) en un Tag Team Match en el evento estelar de esa noche, con la condición de que si ganaban, serán añadidos automáticamente a la lucha titular por los Raw Tag Team Championship de Alpha Academy. Efectivamente, Rollins y Owens salieron victoriosos, lo cual convirtió el combate a un Triple Threat Tag Team Match. En el episodio del 28 de febrero, Rollins y Owens hablaron de su reciente victoria y después fueron confrontados por Alpha Academy, a quienes derrotaron en un Tag Team Match esa misma noche, a tan sólo una semana de la lucha titular por los campeonatos. 
En un evento no televisado en el Madison Square Garden, Rollins se enfrentó ante Roman Reigns por el Universal Championship, pero fue derrotado por sumisión. Dos noches después en Raw, Rollins y Owens se enfrentaron ante RK-Bro y Alpha Academy en un Triple Tag Team Match por los Raw Tag Team Championship, pero a pesar de haber dominado el combate, no consiguieron ganar los títulos, ya que RK-Bro ganaron debido a que Riddle cubrió a Gable cuando recibió el Curb Stomp. Frustrado por perder la lucha, Rollins abandonó a su compañero. En el episodio del 14 de marzo, en un intento por tener una lucha en WrestleMania 38, Rollins declaró que podría tener a "Stone Cold" Steve Austin como invitado en su show y decidió enfrentarse ante Owens, quien no estuvo de acuerdo con la idea a pesar de que este le indicó buscar una lucha de la misma manera como lo hizo la semana pasada, pero Sonya Deville pactó el combate individual entre ambos para el evento estelar de esa misma noche, con la condición de que si Rollins ganaba, lo reemplazaría en WrestleMania 38. Sin embargo, Rollins fue derrotado y esta lucha terminó su asociación con Owens cuando este le cubrió con un Stunner para retener su puesto de tener a Steve Austin como su invitado, perdiendo la oportunidad y dejando a un decepcionado Rollins en el ring sin decir una sola palabra.  Esto comenzó a perderle la impaciencia a Rollins a tal punto de querer conseguir una lucha lo antes posible, porque de lo contrario quedaría fuera del show de shows. En el episodio del 21 de marzo, un Rollins desesperado abrió el show para retar a  AJ Styles (quien regresó de estar dos semanas ausente debido a un ataque perpetrado por Edge) a un combate en el evento estelar de esa misma noche para tomar su lugar de enfrentarse ante Edge en WrestleMania 38. Esto hizo que Adam Pearce le diera una última oportunidad a Rollins y aceptó que este se enfrentara ante Styles en un Last Chance Match, con la condición de que sí Rollins derrotaba a Styles, tomaría su lugar. Sin embargo, Rollins perdió por descalificación debido a que Styles fue atacado por Edge con una silla, costándole así la oportunidad de enfrentarlo y quedando fuera del evento. Después de esto, Rollins no aguantó más, perdió la cordura y procedió a advertirle a la marca que sí no le conceden una lucha en la próxima semana, no dejaría empezar el Raw hasta que le cumplen su petición, cambiando a tweener. Sin embargo, tres días antes de Raw, Rollins fue contactado por uno de los funcionarios de WWE para informarle que se tenía que presentar a las 9 a. m. por órdenes de Mr. McMahon, quien podría ayudarlo para que obtenga un combate en WrestleMania. Una vez que McMahon lo atendió, Rollins le preguntó que por sus acciones sería multado y suspendido, pero el dueño de WWE le dijo que no lo haría porque sabía de lo que había ocurrido semanas antes tras perder varias luchas. A sabiendas de que WrestleMania 38 no sería fantástica sin Rollins, McMahon anunció que ya tiene una lucha en ese evento, cuyo oponente será revelado por él en WrestleMania Saturday. Efectivamente, cuatro noches después en WrestleMania 38, Rollins se enfrentó ante el oponente misterioso de McMahon, el cual fue revelado como Cody Rhodes (quien hizo su regreso a WWE después de una larga ausencia de seis años) en una lucha individual, pero fue derrotado luego de que Rhodes lo cubriera con tres Cross Rhodes, marcando su tercera derrota por pinfall en un WrestleMania.
Después de esto, en el episodio del 4 de abril en Raw, Rollins le dio la bienvenida a Rhodes luego de que este último explicara las razones de su regreso a WWE, dándose un apretón de manos en señal de respeto. En el episodio del 11 de abril, después de que Rhodes derrotara a The Miz en una lucha individual, Rollins (quien estaba de invitado en la mesa de comentaristas) confrontaría a Rhodes nuevamente, pero se fue sin decir nada. En el episodio del 18 de abril, Rollins retaría a Rhodes a una lucha individual para una revancha entre ellos la cual fue pactada para WrestleMania Backlash, comenzando un nuevo feudo entre ellos. Sin embargo, como Rhodes aceptó el reto, Rollins dijo que le tenía preparado al recién llegado un combate contra un oponente sorpresa que será revelado por el visionario en el evento principal de esa misma noche. En esa lucha, el oponente sorpresa se reveló como su antiguo socio: Kevin Owens, pero para la mala suerte de Rollins, Owens se negó a volver al ring y esto ocasionó que Rhodes ganará la lucha por conteo fuera, pero Rollins lo atacó una vez más. En el episodio del 25 de abril, Rollins se asoció con Owens y The Usos para enfrentarse a RK-Bro (Randy Orton & Riddle), Ezekiel y Cody Rhodes en un 8-Man Tag Team Match en el evento principal de esa misma noche, pero fueron derrotados y durante la lucha él y su equipo recibieron cada uno un RKO, cortesía de Orton. 
En el episodio del 2 de mayo, Rollins explicó sus razones al decir que Rhodes le había quitado el protagonismo porque cuando Rhodes fue despedido de WWE seis años antes, Rollins tuvo que luchar después de su regreso a los cuadriláteros por una lesión y hacer que la audiencia captara su atención . Al conseguir logro tras logro después de seis años transcurridos, el público dejó de mostrar interés en él y lo comenzaron a abuchear a finales de 2019, convirtiendo a Rollins en un heel muy arrogante, obsesivo y egoísta por hacerle la vida imposible a cualquiera que se interpusiera en su camino; mientras que Rhodes participaba en diferentes promociones y ganaba más protagonismo que él. Luego de esto, Rollins declaró que como no estaba preparado a enfrentarse a un luchador escogido (quien sería revelado como Rhodes) por McMahon en WrestleMania 38, el cual terminó perdiendo, pensó que todo sería un truco para imposibilitar su estatus como luchador y sólo hizo una ilusión de que sólo uno de ellos podría ser el que captaría la atención del público. Después de un intercambio de insultos, fue atacado por Rhodes días antes del evento. Sin embargo, fue derrotado por Rhodes nuevamente en WrestleMania Backlash después de que este lo cubriera con un reversal. Frustrado por la derrota, en la noche posterior al evento, Rollins le costó un combate titular a Rhodes por el Campeonato de los Estados Unidos de Theory al atacarlo brutalmente, causando que Rhodes ganará por descalificación y mientras le recriminaba por quitarle la atención del público, Rollins le aplicó un potente pero brutal Curb Stomp a Rhodes en la mesa de comentarios, agravando más tensión en su rivalidad. En el episodio del 16 de mayo, Rollins fue retado por Rhodes a una lucha más en Hell In A Cell, y explicó sus acciones al decir que lo atacó porque ya estaba cansado de que lo abuchearan y ovacionaran a Rhodes, quien en respuesta por esto, declaró que si lo vencía tendría que "matarlo"  para acabar sus problemas de una vez por todas, y este sin pensarlo dos veces, aceptó su reto y se hizo oficial la lucha. En el episodio del 23 de mayo, Rollins le costó una lucha más a Rhodes durante un enfrentamiento individual contra The Miz, haciendo que Rhodes ganará por descalificación. En el episodio del 30 de mayo, Rollins intercambió insultos con Rhodes y se atacaron mutuamente antes de que fueran separados por los árbitros. Sin embargo, cinco noches después en Hell In A Cell, Rollins (vistiendo la vestimenta de Dusty Rhodes) fue derrotado una vez más por Rhodes (quien se lesionó su pectoral durante su entrenamiento, pero pese a esto, fue capaz de competir) en una Hell In a Cell Match después de que Rhodes lo golpeara con el mazo. Su lucha con Rhodes recibió muchas críticas positivas por parte de luchadores de diferentes promociones y leyendas de la lucha libre profesional gracias al estilo de ambos contendientes y no solo eso, sino por la tenacidad y resistencia de Cody Rhodes de presentarse esa noche a costa de su lesión. La noche posterior al evento, Rollins interrumpió a Rhodes para confirmarle que aunque no le caía bien, se había ganado su respeto y admitió que su padre estaría orgulloso de él por su valentía. Esto parecía las buenas acciones de Rollins, pero todo resultó ser un engaño para atacar brutalmente a Rhodes a traición con el mazo y agravarle más la lesión de su pectoral. Esto marcó el final del feudo con Rhodes, debido a que la lesión de Rhodes requería cirugía y estaría fuera de acción indefinidamente durante nueve meses, es decir, todo el resto del año.  
En el episodio del 13 de junio, Rollins anunció que participará en Money In The Bank para ganar el maletín y ser la persona #1 en conseguir el Campeonato Unificado tras burlarse de la lesión de Rhodes durante una entrevista, en la cual fue atacado por el amigo de Rhodes, AJ Styles. Esa misma noche, en el evento principal, Rollins ganó el combate para clasificar al Money In The Bank Ladder Match tras derrotar a Styles. En el episodio del 20 de junio, Rollins atacó a Riddle luego de que este fuera derrotado por Omos en una lucha individual y luego de declarar sus intenciones de quitarle el título a Roman Reigns si tendría éxito en ganar el maletín, Rollins fue atacado por Riddle, pero terminó dejándolo fuera de combate con un Curb Stomp. En el episodio del 27 de junio, Rollins tuvo un reencuentro con John Cena tras bastidores y hablaron de la rivalidad que tuvieron hace siete años y los logros que consiguieron para luego ser interrumpidos por Omos. Cuatro noches después en SmackDown, Rollins participó en un Good Old-Fashioned Battle Royal durante la cual no consiguió ninguna eliminación porque se auto-eliminó, pero fue atacado por Riddle con un RKO y el combate fue ganado por Happy Corbin (quien perdió un Fatal-4 Way Match que fue ganado por Madcap Moss que involucró a The Miz y Ezekiel para clasificar al último puesto del combate de escaleras en Money In The Bank en el evento principal de esa misma noche).  
En Money In The Bank, Rollins participó en el combate de escaleras que constaba originalmente de siete hombres, pero Adam Pearce añadió a Theory antes de la lucha. Durante el combate, Rollins y los demás competidores utilizaron sus respectivos movimientos finales para dejar fuera del combate a Omos y formaron una pequeña alianza para atravesar a Omos sobre una mesa. Sin embargo, el ganador de la lucha fue Theory, fracasando en el intento de ganar el maletín. Dos noches después en Raw, Rollins estuvo en un segmento en el cual el hermano menor de Elias, Ezekiel, le derramó accidentalmente salsa de tomate en su camisa (kayfabe) lo que los llevaría a una lucha individual en la cual salió victorioso. Sin embargo, fue atacado por Riddle con un RKO de la nada, empezando un feudo entre ellos. En el episodio del 18 de julio, Rollins se asoció con Theory para enfrentarse ante Riddle y Bobby Lashley en un Tag Team Match en el evento principal de esa misma noche, Durante la lucha, recibió una Spear por parte de Lashley en la barricada y fueron derrotados por el equipo de los primeros tras una interferencia de Dolph Ziggler, quien atacó a Theory después del combate. Tres días después, se confirmó una lucha entre Rollins y Riddle en SummerSlam, haciéndose oficial la lucha. Sin embargo, en el episodio del 25 de julio en Raw, Rollins atacó brutalmente a Riddle al ejecutarle su Curb Stomp sobre dos escalones metálicos atravesados, causándole una lesión (kayfabe) y ocasionando que el combate se pospusiera. Ante este incidente, Rollins se disculpó en Twitter por la cancelación del combate porque sus fans lo querían ver luchar en ese evento y por sus acciones, aunque no descartó aparecer en SummerSlam. Cuatro días después, a pesar de que los creativos hicieron todo lo posible para que Rollins pudiera tener una lucha, este solo apareció para confrontar a Riddle (quien lo retó para que apareciera a pesar de no tener el alta médica), a quien atacó durante el encuentro y dejarlo tendido en la lona con un Curb Stomp.  
En el episodio del 1 de agosto, Rollins comenzó un pequeño feudo con The Street Profits (Montez Ford & Angelo Dawkins) luego de que estos lo recriminaran por sus sucios actos contra Riddle y de retar a Roman Reigns a una lucha por su título indiscutible (en este caso, los planes de su rivalidad con Reigns se cancelaron tras el regreso de Karrion Kross a la compañía y de la no inclusión de este a la rivalidad que tenía Reigns con Drew McIntyre cuatro noches después). Tras esto, fue retado por Ford a un combate individual esa misma noche, en el cual salió victorioso. En el episodio del 8 de agosto, Rollins derrotó a Dawkins en un combate individual, poniéndole fin a su rivalidad con ellos. En el episodio del 15 de agosto, Rollins se burló de Riddle porque pensó que estaba preparando su retiro, pero este declaró que ya estaba apto para competir y se atacaron, obligando a Rollins a huir. Esa misma noche, Riddle le retó a un combate en Clash At The Castle y Rollins aceptó, haciendo oficial el combate un día después. En el episodio del 22 de agosto, Rollins y Riddle iban a tener su confrontación en un segmento esa noche, pero se atacaron nuevamente por lo que la seguridad intervino para separarlos. En el episodio del 29 de agosto, Rollins y Riddle tuvieron un segmento bastante impactante tras hablar de los conflictos familiares de ambos. Cuatro noches después en Clash At The Castle, Rollins derrotó a Riddle tras cubrirle con un Curb Stomp desde la segunda cuerda, poniéndole fin a su racha de derrotas desde diciembre de 2021.   
En el episodio del 5 de septiembre, Rollins fue entrevistado tras bastidores sobre una posible revancha contra Riddle, pero él se negó. En el episodio del 12 de septiembre, Rollins aclaró que ya era momento de buscar el oro (un campeonato de su elección) y una vez más rechazó darle una revancha contra Riddle. Sin embargo, luego de que estos se atacaran durante el altercado, Rollins le costó la lucha de Riddle ante Finn Bálor tras distraerlo y atacandolo con un Curb Stomp. Más tarde tras bastidores fue confrontado por el Campeón De Los Estados Unidos Bobby Lashley, quien argumentó que si bien Rollins fue la cara de la empresa hace siete años, podría buscar algo de prestigio para que lo fuera una vez más. En respuesta, Rollins lo retó a una lucha por su título para la próxima semana, haciéndose oficial el combate. En el episodio del 19 de septiembre, Rollins se enfrentó ante Lashley por el United States Championship, pero fue derrotado luego de que Riddle lo distrajera, por lo que más tarde esa misma noche le devolvió el favor a Riddle costándole el combate por equipos ante The Judgment Day, haciendo que estos obtuvieran la victoria. Tras esto, se atacaron mutuamente tras bastidores y debido a las insistencias de Riddle, Rollins finalmente le concedió una revancha ante este, siempre y cuando escogiera la estipulación y el evento. Riddle escogió un Fight Pit y la lucha fue confirmada entre ambos para Extreme Rules, haciéndose oficial la lucha. En el episodio del 26 de septiembre, Rollins derrotó a Rey Mysterio en una lucha individual gracias a la interferencia de Dominik Mysterio y Rhea Ripley. Durante la lucha, estrenó una llave de rendición llamada Peruvian Tie después de aplicarle el Curb Stomp a Mysterio, ya que para este tipo de lucha sólo se gana por sumisión o por nocaut, a excepción del pinfall.
En el episodio del 10 de octubre de Raw, Rollins derrotó a Bobby Lashley para ganar el United States Championship por segunda ocasión. La victoria lo convirtió en el segundo luchador, después de The Miz, en ser dos veces Grand Slam Champion, además de ser su primer título desde marzo de 2020 y ser cara de la empresa desde 2019. En el episodio del 17 de octubre, Rollins tuvo su primera defensa por el título ante Riddle en el evento principal de esa misma noche, donde lo retuvo exitosamente pese a las interferencias de Elías para terminar su feudo. En el episodio del 7 de noviembre, Rollins lanzó un reto abierto para cualquier luchador por su campeonato pero The Judgment Day y The O.C lo interrumpieran, por lo que huyó para evitar una confrontación. Una vez estuvo listo, hizo oficial el reto por el Campeonato de Los Estados Unidos para que cualquier luchador lo respondiera, siendo esta vez Alí el primero en responder por dicho reto, pero fue atacado por Bobby Lashley desde las gradas, quien no solo respondió el reto, sino que este lo atacó brutalmente antes de que comenzara la lucha y quedó a merced de Theory, quien canjeó  el maletín de Money In The Bank por su campeonato tras que Lashley lo atacara, sin éxito. Finalmente y a pesar de este ataque, Rollins consiguió retener su campeonato ante Theory tras cubrirlo con un Curb Stomp. Posteriormente, después de varias semanas de tensiones con Austin Theory y Bobby Lashley en el episodio del 21 de noviembre se determinó que pusiera su título en juego para el evento Survivor Series: War Games en un Triple Threat Match por medio de vía satélite, haciéndose oficial la lucha. Cuatro noches después en el evento, Rollins perdió el campeonato ante Theory en un combate que involucró a Lashley, terminando su reinado a los 47 días. En el episodio del 28 de noviembre, Rollins interrumpió la celebración del nuevo campeón, Theory, para indicarle que aunque parezca un niño, lo retó a que lo golpeara pero Theory se negó, comenzando un nuevo feudo entre ellos, con el público ovacionandolo y tomando actitudes face.
En el episodio del 5 de diciembre, Rollins habló que conseguirá ganar el título nuevamente, pero fue interrumpido por Lashley, quien también quería una oportunidad al campeonato y cuando el primero le recordó sobre su derrota a manos de Brock Lesnar en Crown Jewel, se provocó una pelea que terminó con ambos siendo separados por árbitros y productores. Tras esto, se anunció que tanto Rollins como Lashley se enfrentarán en un combate individual en la semana siguiente, con el ganador obteniendo la condición de ser el contendiente #1 al United States Championship. En el episodio del 12 de diciembre, Rollins derrotó a Lashley tras cubrirlo después de revertir la Spear de este en un Pedigree para convertirse en contendiente al Campeonato de Los Estados Unidos de Theory, poniéndole fin al feudo con Lashley. En el episodio del 19 de diciembre, Rollins criticó a Roman Reigns por ordenar a The Bloodline a atacar a los luchadores de Raw en un intento de sacar a Kevin Owens en un segmento tras bastidores y afirmó que Monday Night Raw le pertenecía a él. Más tarde luego de intercambiar unas promos bastante duras con Austin Theory, Rollins fue atacado por The Usos luego de que Theory se negó a formar una tregua con él, hasta que Owens lo rescató del ataque y se pactó un Tag Team Match en el evento estelar de esa misma noche, haciéndose oficial la lucha. A pesar de sus diferencias a principios de este año y de enfrentarse ante un enemigo común en The Bloodline, los dos hombres consiguieron la victoria luego de que Owens cubriera a Jimmy Uso, pese a las interferencias de Solo Sikoa y un ataque previo por parte de Theory. Se confirmó que su enfrentamiento con Theory por el United States Championship tendrá lugar en el primer Raw del año siguiente. Rollins finalizó 2022 con la mitad de las victorias en show semanales y PLE desde septiembre. La revista de Sports Illustrated lo escogió en primer lugar como el mejor luchador del año.
En el episodio del 2 de enero en Raw, Rollins se enfrentó ante Theory en un combate individual por el United States Championship, en el cual fue derrotado luego de que el primer árbitro estaba inconsciente y recibiera un golpe bajo por parte de su adversario mientras el segundo árbitro estaba distraído y que el campeón retuviera el campeonato.

#### Campeón Mundial de Peso Pesado (2023-2024)
En el episodio del 8 de mayo de Raw, Rollins ganó el derecho a luchar por el recién creado Campeonato Mundial Peso Pesado en Night of Champions al derrotar primero a Damian Priest y Shinsuke Nakamura en un Triple Threat Match y luego derrotar a Finn Bálor, quien había ganado un combate similar. En el evento, derrotó a AJ Styles en la final del torneo para convertirse en el campeón inaugural. Dos días después en Raw, Rollins fue interrumpido por Styles, quien lo felicitó por la victoria, y los dos se enfrentarían a The Judgment Day (Bálor & Damian Priest) en el evento principal de esa noche.
Rollins fue campeón por 316 días, con 11 defensas exitosas, hasta perder ante Drew McIntyre el 7 de abril de 2024, en la noche 2 de WrestleMania XL.

#### Regreso de una lesión (2024-presente)
Después de una pausa de dos meses, Rollins hizo un regreso sorpresa en el episodio del 17 de junio de Raw, donde Priest lo desafió a una lucha por el título, que Rollins aceptó y fue programada para Money in the Bank. La semana siguiente, Rollins y Priest acordaron una estipulación para la lucha; si perdía, no podría desafiar a Priest por el campeonato mientras lo tuviera, pero si ganaba, Priest tendría que abandonar The Judgment Day. En el evento del 6 de julio, que se convirtió en una lucha de triple amenaza con McIntyre cobrando su contrato recién ganado de Money in the Bank, Rollins no pudo ganar el título después de que Priest cubriera a McIntyre cuando CM Punk interfirió. El 3 de agosto, Rollins arbitró la lucha entre Punk y McIntyre en SummerSlam, que ganó este último. En el episodio del 6 de agosto de Raw, Bronson Reed lo atacó y hirió. Después del ataque, Rollins permaneció herido hasta el episodio del 30 de septiembre, vengándose de Reed costándole la victoria en un último combate de monstruos contra Braun Strowman. En las semanas siguientes comenzó una rivalidad con Rollins y después de varias peleas entre ambos, el gerente general Adam Pearce convocó una pelea en Crown Jewel. En el PLE de Riad, Rollins logró derrotar a Bronson Reed.
El 6 de enero de 2025 en el estreno de Raw en Netflix, Rollins se enfrentó a CM Punk pero perdió el combate. El 1 de febrero en Royal Rumble ingresó a la batalla real con el número 25, en donde pretendía eliminar a Roman Reigns pero fueron eliminados por Punk. El 17 de febrero en Raw, derrotó a Finn Bálor para calificar a la Elimination Chamber. En la cámara de eliminación fue eliminado por Punk, pero luego aplicó a este un Curb Stomp para facilitar su eliminación ante John Cena quien ganó el combate. En marzo acortó su nombre a Seth Rollins. El 10 de marzo en Raw, se enfrentó a Punk en un Steel Cage ganando el combate gracias a la ayuda de Roman Reigns, quien lo sacó por la puerta para vengarse de Punk por lo del Royal Rumble, aunque luego Reigns atacó a Rollins. Se pactó finalmente un combate entre los tres para el evento principal de la noche 1 de WrestleMania 41. En la lucha, Paul Heyman traicionó a Reigns y a Punk atacándolos, ayudando a Rollins a ganar el combate. En las siguientes semanas Bron Breakker se alió con Rollins y Heyman. El 5 de mayo en Raw, Rollins se enfrentó al Campeón Mundial Peso Pesado Jey Uso, ganando el combate por descalificación tras un ataque de CM Punk. En Saturday Night's Main Event XXXIX junto a Breakker derrotaron al Campeón Mundial Jey Uso y Sami Zayn tras una interferencia de Bronson Reed, quien se unió a su alianza. El 7 de junio de 2025, en el evento Money in the Bank 2025, se hizo por segunda vez con el maletín tras una interferencia de Breakker y Reed, convirtiéndose en el segundo luchador en hacerlo tras CM Punk. El 12 de julio en Saturday Night's Main Event XL se enfrentó a LA Knight, perdiendo luego de sufrir una lesión legítima en la rodilla.
El 2 de agosto, en la primera noche de SummerSlam , Rollins regresó de su lesión y canjeó su contrato de Money in the Bank contra CM Punk para ganar el Campeonato Mundial Peso Pesado por segunda vez. En el episodio del 4 de agosto de Raw, la alianza de Rollins, Breakker, Reed y Heyman recibió oficialmente el nombre de The Vision.

## Vida personal
López vive en Davenport (Iowa) y es un ávido fan de los Chicago Bears y los St. Louis Cardinals. En temas religiosos, se ha declarado como ateo.
En 2014, López y su antiguo compañero de equipo, Marek Brave, comenzaron The Black & The Brave Wrestling Academy, una escuela de lucha libre profesional situada en Moline (Illinois).
El 9 de febrero de 2015, una foto desnuda de la exluchadora de NXT Zahra Schreiber, supuestamente la novia de López, fue publicada en sus cuentas de redes sociales, cuyos contenidos son republicados automáticamente por WWE.com. Poco después, varias fotos desnudas de López se publicaron en la página de Twitter de su entonces prometida, Leighla Schultz, en un probable ataque de celos. En respuesta, López se disculpó por "las fotografías privadas que se distribuyeron sin [su] consentimiento". El 25 de febrero de 2016, López reveló que había roto con Schreiber, sin decir por qué.
Actualmente está comprometido con su compañera de WWE, Rebecca Quin. La pareja anunció que esperaban a su primer hijo. El 7 de diciembre de 2020, nació su hija llamada Roux. El 29 de junio de 2021, en una ceremonia intima, López y Quin oficialmente contrajeron matrimonio.
En un examen de rutina practicado por los servicios médicos de WWE en diciembre de 2021, López confirmó en sus redes sociales que ha dado positivo por COVID-19.
López, respaldó a Kamala Harris en las Primarias presidenciales del Partido Demócrata de 2024.

## Otros medios
López hizo su debut en los videojuegos en WWE 2K14 y desde entonces ha aparecido como un personaje jugable en WWE 2K15, WWE 2K16, WWE 2K17, WWE 2K18 (siendo él la superestrella que aparece en la portada), WWE 2K19, WWE 2K20, WWE 2K22 y WWE 2K23.

## Filmografía
| Año  | Título                                | Rol                          | Notas          |
| ---- | ------------------------------------- | ---------------------------- | -------------- |
| 2016 | Sharknado: The 4th Awakens            | AstroTech López              | Película debut |
| 2017 | The Jetsons & WWE: Robo-WrestleMania! | Seth Rollins/Reactor Rollins | Voz            |
| 2017 | Armed Response                        | Brett                        |                |
| 2025 | Captain America: Brave New World      | Klaus Voorhees/Cobra         |                |

| Año  | Título                                | Rol      | Notas                              |
| ---- | ------------------------------------- | -------- | ---------------------------------- |
| 2015 | Good Morning America                  | Él mismo | [ 318 ]                            |
| 2015 | The Daily Show                        | Él mismo | 2 episodios                        |
| 2015 | Extreme Makeover: Weight Loss Edition | Él mismo | "Pearls" (temporada 5, episodio 7) |

| Año           | Título        | Rol                | Notas                                    |
| ------------- | ------------- | ------------------ | ---------------------------------------- |
| 2015          | Smosh Games   | Él mismo           | Game Bang donde el juego era Gang Beasts |
| 2016          | Superstar Ink | Él mismo           |                                          |
| 2015–presente | UpUpDownDown  | Él mismo/The Champ | Apariciones regulares                    |

## Campeonatos y logros
- All American Wrestling
  - AAW Tag Team Champion (2 vez)- 1 con Marek Brave y 1 con Jimmy Jacobs
  - AAW Heavyweight Champion (2 veces)

- Absolute Intense Wrestling
  - AIW Intense Championship (1 vez)

- Florida Championship Wrestling/FCW
  - FCW Florida Heavyweight Championship (1 vez)
  - FCW 15 Championship (1 vez)
  - FCW Florida Tag Team Championship (1 vez) – con Richie Steamboat
  - Triple Crown Championship (primero)
  - Grand Slam Championship (Primero)

- Full Impact Pro/FIP
  - FIP World Heavyweight Championship (1 vez)

- IWA Mid-South Wrestling
  - IWA Mid-South Light Heavyweight Championship (1 vez)

- Mr. Chainsaw Productions Wrestling
  - MCPW Heavyweight Championship (1 vez)

- National Wrestling Alliance Midwest Championship Wrestling
  - NWA Midwest Tag Team Championship (1 vez)- con Marek Brave

- Pro Wrestling Guerrilla/PWG
  - PWG World Tag Team Championship (1 vez) - con Jimmy Jacobs

- Ring of Honor/ROH
  - ROH World Championship (1 vez)
  - ROH World Tag Team Championship (2 veces) - con Jimmy Jacobs

- World Wrestling Entertainment/WWE
  - WWE Championship (2 veces)
  - WWE Universal Championship (2 veces)
  - World Heavyweight Championship (2 veces, inaugural y actual.)[A]
  - NXT Championship (1 vez, inaugural)
  - WWE Intercontinental Championship (2 veces)
  - WWE United States Championship (2 veces)
  - WWE/Raw Tag Team Championship (6 veces) - con Roman Reigns (1), Dean Ambrose (2), Jason Jordan (1), Braun Strowman (1) y Murphy (1)
  - Money in the Bank (2014),  (2025)
  - Royal Rumble (2019)
  - Gold Rush Tournament (2012)
  - Triple Crown Championship (vigesimonoveno)
  - Grand Slam Championship (2 veces, decimonoveno)
  - Slammy Awards (9 veces)[320]
    - Anti-Gravity Moment of the Year (2014) Diving off the balcony at Payback[321]
    - Breakout Star of the Year (2013) con Dean Ambrose and Roman Reigns as The Shield[322]
    - Double-Cross of the Year (2014) Betraying The Shield and joining The Authority[321]
    - Faction of the Year (2013, 2014) with Dean Ambrose and Roman Reigns as The Shield[321][322]
    - Fan Participation (2014) "You Sold Out"[321]
    - Match of the Year (2014) Team Cena vs. Team Authority at Survivor Series[321]
    - Superstar of the Year (2015)[323]
    - Trending Now (Hashtag) of the Year (2013) – #BelieveInTheShield con Dean Ambrose and Roman Reigns as The Shield[322]

  - WWE Year–End Award (1 vez)
    - Best Reunion (2018) – as part of The Shield[324]

- Pro Wrestling Illustrated
  - Luchador del año (2015)
  - Equipo del año (2013) con Roman Reigns (The Shield)[325]
  - Feudo del año (2014) vs. Dean Ambrose.
  - Luchador más odiado del año (2015)
  - Clasificado en el puesto n.º 17 en los PWI 500 de 2009[326]
  - Clasificado en el puesto n.º 19 en los PWI 500 de 2010[327]
  - Clasificado en el puesto n.º 53 en los PWI 500 de 2011[328]
  - Clasificado en el puesto n.º 46 en los PWI 500 de 2012[329]
  - Clasificado en el puesto n.º 35 en los PWI 500 de 2013[330]
  - Clasificado en el puesto n.º 12 en los PWI 500 de 2014[331]
  - Clasificado en el puesto n.º 1 en los PWI 500 de 2015[332]
  - Clasificado en el puesto n.º 8 en los PWI 500 de 2016[333]
  - Clasificado en el puesto n.º 16 en los PWI 500 de 2017[334]
  - Clasificado en el puesto n.º 5 en los PWI 500 de 2018[335]
  - Clasificado en el puesto n.º 1 en los PWI 500 de 2019[336]
  - Clasificado en el puesto n.º 8 en los PWI 500 de 2020[337]
  - Clasificado en el puesto n.º 48 en los PWI 500 de 2021[338]
  - Clasificado en el puesto n.º 17 en los PWI 500 de 2022[339]
  - Clasificado en el puesto n.º 1 en los PWI 500 de 2023[340]
  - Clasificado en el puesto n.º 56 en los PWI 500 de 2024[341]

- WrestleCrap
  - Gooker Award (2019) vs. "The Fiend" Bray Wyatt en Hell in a Cell

- Wrestling Observer Newsletter
  - Equipo del Año (2013) – con Roman Reigns[342]
  - Lucha 5 estrellas (2022) vs. Cody Rhodes en WWE Hell in a Cell el 5 de junio